# Festival RTP da Canção 2010

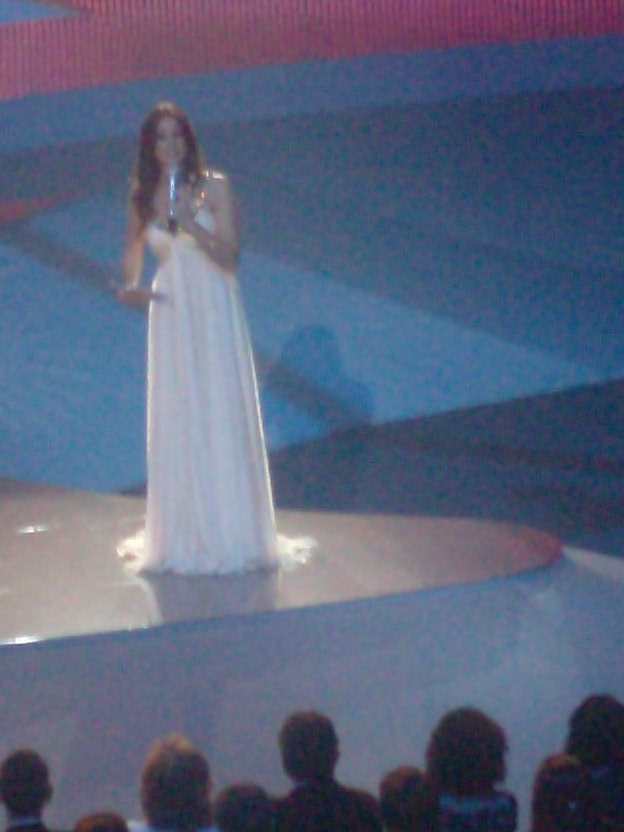
Sílvia Alberto, a apresentar a 1.ª semifinal do FC10

O XLV Festival RTP da Canção 2010 foi o quadragésimo quinto Festival RTP da Canção e teve lugar nos dias 2 de Março, 4 de Março e 6 de Março de 2010 na Praça de Touros do Campo Pequeno, em Lisboa.
Sílvia Alberto foi a apresentadora do festival.

## Festival
Em 2010, o Festival RTP da Canção foi o maior de sempre até à altura, sendo que foram acrescentadas duas semifinais à grande final, e que o evento foi realizado no Praça de Touros do Campo Pequeno, com uma capacidade para dez mil pessoas, uma das maiores de Portugal, tornando esta a maior arena onde o festival já foi realizado. A escolha do representante foi do mesmo género de 2009; através da Internet foram escolhidos vinte e quatro artistas de entre 30 que foram escolhidos internamente por um júri (o dobro do ano anterior), e que foram mais tarde divididos ao "meio", em dois grupos de doze que concorreram na primeira ou segunda semifinal. De cada semifinal passaram seis artistas, perfazendo um total de 12 músicos que estiveram presentes na grande final. O sistema de votação permaneceu o mesmo para a grande final, com o sistema de 50% televoto e 50% júri; para as semifinais, o sistema foi inteiramente realizado por televoto. Para tornar o festival ainda mais parecido com a Eurovisão, as linhas de votação foram abertas assim que o primeiro concorrente pisou o palco, e terminaram apenas quinze minutos depois da actuação do último concorrente. Para se poder participar no Festival, tinha-se que ter no mínimo 18 anos no dia 6 de Março de 2010, dia da final. Os concorrentes tiveram que enviar um demo e/ou maquete para a RTP, com a música com que pretendem concorrer, assim como duas fotos suas, as biografias de si próprios, do compositor e do letrista, e a letra da canção. A RTP ficaria, aí, detentora em exclusivo de todos os direitos das 12 canções finalistas até à data da Grande Final e da canção vencedora até um ano após a data deste evento (6 de Março de 2011). Para cada canção finalista houve um valor pecuniário: interpretação (500€); autoria de letra (400€); autoria de música (400€). O prémio para a canção vencedora foi a participação dos elementos do palco (até 6 no máximo, como mandam as regras do concurso internacional) no Festival Eurovisão da Canção 2010 em Oslo com deslocação, estadia e ajuda de custo diária incluída. O prémio para a autoria da letra e para a autoria da música foi de 750€ para cada uma delas. Em suma, a "ordem de trabalhos" do 46º Festival RTP da Canção em 2010, foi a seguinte:
- 1. Entre Dezembro e 15 de Janeiro, a RTP aceitou candidaturas de todos aqueles que estejam interessados em representar o país em Oslo;
- 2. 30 canções foram escolhidas por um júri interno, durante Janeiro, para serem colocadas na votação on-line que durou apenas uma semana, entre 21 e 27 de Janeiro de 2010 (ao contrário dos dez dias no ano anterior);
- 3. O Top24 das canções na votação on-line, foram divididas em dois grupos de 12, cada um deles para participar numa das duas semifinais;
- 4. Das semifinais, realizadas a 2 e 4 de Março de 2010, passaram à final 12 concorrentes (6 de cada semifinal), o sistema de votação foi apenas o televoto;
- 5. A final foi no dia 6 de Março de 2010. A escolha do representante de Portugal no Festival Eurovisão da Canção 2010 foi efectuada através de televoto e de júris distritais.

No dia 5 de Janeiro de 2010, a Rádio Televisão portuguesa lançou o site onde ocorreram as votações on-line. A 25 de Fevereiro de 2010, foi revelada a nova imagem do Festival da Canção. As cores azul, branco entre outras do antigo logotipo foram substituídas por cores quentes, como o laranja e o amarelo. No dia 26 do mesmo mês, o festival foi apresentado à imprensa, a partir do Campo Pequeno, sede do festival. Os bilhetes para os três espetáculos, foram dados como esgotados a 25 de Fevereiro. Durante a apresentação do festival à imprensa, foi revelado que durante o festival atuariam os Flor-de-Lis, José Cid, Fernando Tordo e Voca People. Também durante o evento serão feitas as homenagens a Ary dos Santos e Rosa Lobato Faria, compositores de antigas participações vencedoras do Festival, que morreram no tempo que decorreu entre a edição de 2009 e a de 2010. No dia 27 de Janeiro, foram reveladas as primeiras imagens do palco. Uma grande quantidade de luzes foram montadas no tecto do Campo Pequeno, o palco terá um feito feito por LED, onde haverá um "televisor" gigante, o chão do palco terá a forma de uma lua quase cheia, e no centro terá o chão em LED e forma redonda.

### Produtores
Para 2010, a RTP alterou a regra de que apenas compositores portugueses poderiam participar no Festival da Canção. Sendo assim, volta-se a utilizar o método de 2008, que consiste em aceitar candidaturas de todos os cidadãos do mundo, com as únicas obrigações de a música ser cantada em português, e por um português. Em 2008, a canção de Portugal foi escrita por um croata, e interpretada por Vânia Fernandes, o que valeu a Portugal um 13º lugar na Eurovisão (de entre 43 participantes).

## Sistema de Votação

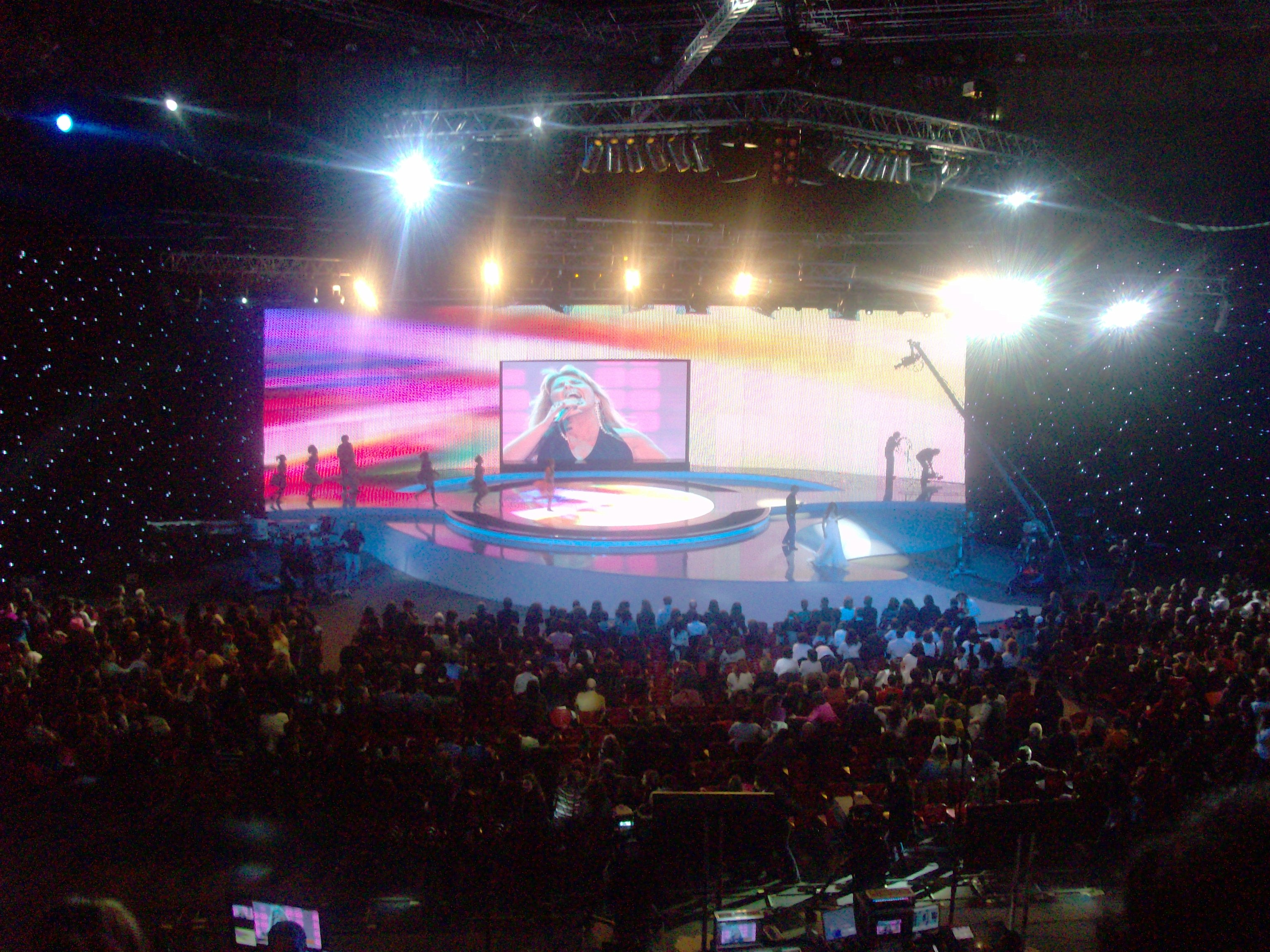
Palco do festival

Durante o processo de votação online, em caso de qualquer procedimento fraudulento que se venha a verificar caberá à RTP ou à empresa que esta delegar para este efeito anular os votos assim obtidos. A votação do 46º Festival RTP da Canção será analisada com base no domínio/mail (será também analisado o IP da máquina/computador) de forma a serem identificados votos potencialmente fraudulentos. Serão considerados fraudulentos todos os votos cujo email fornecido para confirmação da votação seja pertencente a servidores de email temporários. Estes servidores temporários permitem obter contas de email sem a necessidade de estar registado, permitindo a um mesmo utilizador votar sucessivamente na música que desejar. Fica assim estabelecido que todos os votos provenientes desses domínios (servidores de emails temporários sem necessidade de registo) não deverão ser contabilizados. Os votos assim identificados serão anulados e retirados das respectivas canções. Este sistema foi já utilizado na 45º edição do festival, o qual viu a anulação de milhares de votos fraudulentos. Já para o festival em si, em ambas as Semifinais a votação será apenas por televoto desde o início da primeira canção até 15 minutos após a última. Na Grande Final haverá uma votação mista, ou seja: votação nacional por júris de Distrito e televoto. Cada uma delas valerá 50%. A votação nacional será constituída por 20 júris (18 distritos + Açores + Madeira) indicados pela RTP. Cada júri será composto por três elementos ligados à música nas diversas vertentes, sendo que um deles será o porta-voz que anunciará a pontuação do respectivo distrito. Cada júri avaliará as 12 canções finalistas e atribuirá pontos apenas a 10 dessas canções e da seguinte forma: 12 pontos, 10, 8, 7, 6, 5, 4, 3, 2, 1. No final das pontuações dos 20 júris a canção que tenha obtido maior número de pontos ficará em primeiro lugar nesta votação com 12 pontos definitivos, a segunda com 10 pontos definitivos, a terceira com 8 pontos definitivos e assim sucessivamente até 1 ponto. Por outro lado a votação do público por televoto irá também apurar a canção com maior número de votos (chamadas telefónicas) que ficará com 12 pontos definitivos, a segunda com maior número de votos com 10 pontos definitivos, a terceira com 8 pontos definitivos e assim sucessivamente até 1 ponto. Apuradas e somadas as votações definitivas do júri nacional e do televoto conhecer-se-á a canção que no total teve maior número de pontos e por isso a grande vencedora do Festival RTP da Canção 2010. Em caso de empate no apuramento da canção vencedora e só nesta, vencerá a canção que tenha tido mais vezes a pontuação 12 dada pelo júri. Se ainda assim se mantiver o empate vencerá a canção que tenha obtido mais vezes a pontuação 10 no televoto. E assim por diante e de uma forma alternada até desfazer o empate. Todo o sistema de votação, é o mesmo do próprio Festival Eurovisão da Canção, à exceção da votação nas semifinais, que na Eurovisão, passarão a ser, em 2010, efetuadas por 50% júri e 50% televoto.

## Transmissão
O festival foi emitido em direto, nos dias 2, 4 e 6 de Março de 2010, às 21:15 (hora de Portugal e 22:15 na CET), pelos seguintes canais da Rádio Televisão Portuguesa: RTP1 (para todo o Portugal continental), RTP Açores (para as ilhas dos Açores, onde o evento começará uma hora mais cedo devido à diferença horária), RTP Madeira (para a ilha da Madeira), RTP Internacional, pela RTP África e pela RTP Mobile (para todos os telemóveis com capacidade para mobile TV). Pela primeira vez, o Festival RTP da Canção foi emitido em HD. Esta foi a segunda vez que a RTP HD emitiu uma emissão televisiva. Pela primeira vez, o festival foi emitido (oficialmente) na Internet, de modo a que um difusão mundial esteja ao alcance de todos, ao mesmo tempo será disponibilizada uma janela de conversação, para que em tempo real, os internautas possam comentar o festival em direto.

## Candidaturas
A RTP confirmou, um dia antes do início da votação, que havia recebido mais de 420 maquetas para concorrer ao festival, o número de canções recebidas, bateu qualquer recorde anteriormente alcançado pelo Festival RTP da Canção. Antes do dia de encerramento do envio de maqueta, vários cantores portugueses confirmaram o envio de canções para participar na 46º edição do Festival RTP da Canção. Segue-se uma lista de alguns artistas que concorreram e não foram seleccionados, com as respectivas músicas, caso sejam reveladas:
- Alexis Fernandes - Chegou a Hora [12]
- Ana Vasconcelos - Acreditar na força (enviou mais duas canções) [12]

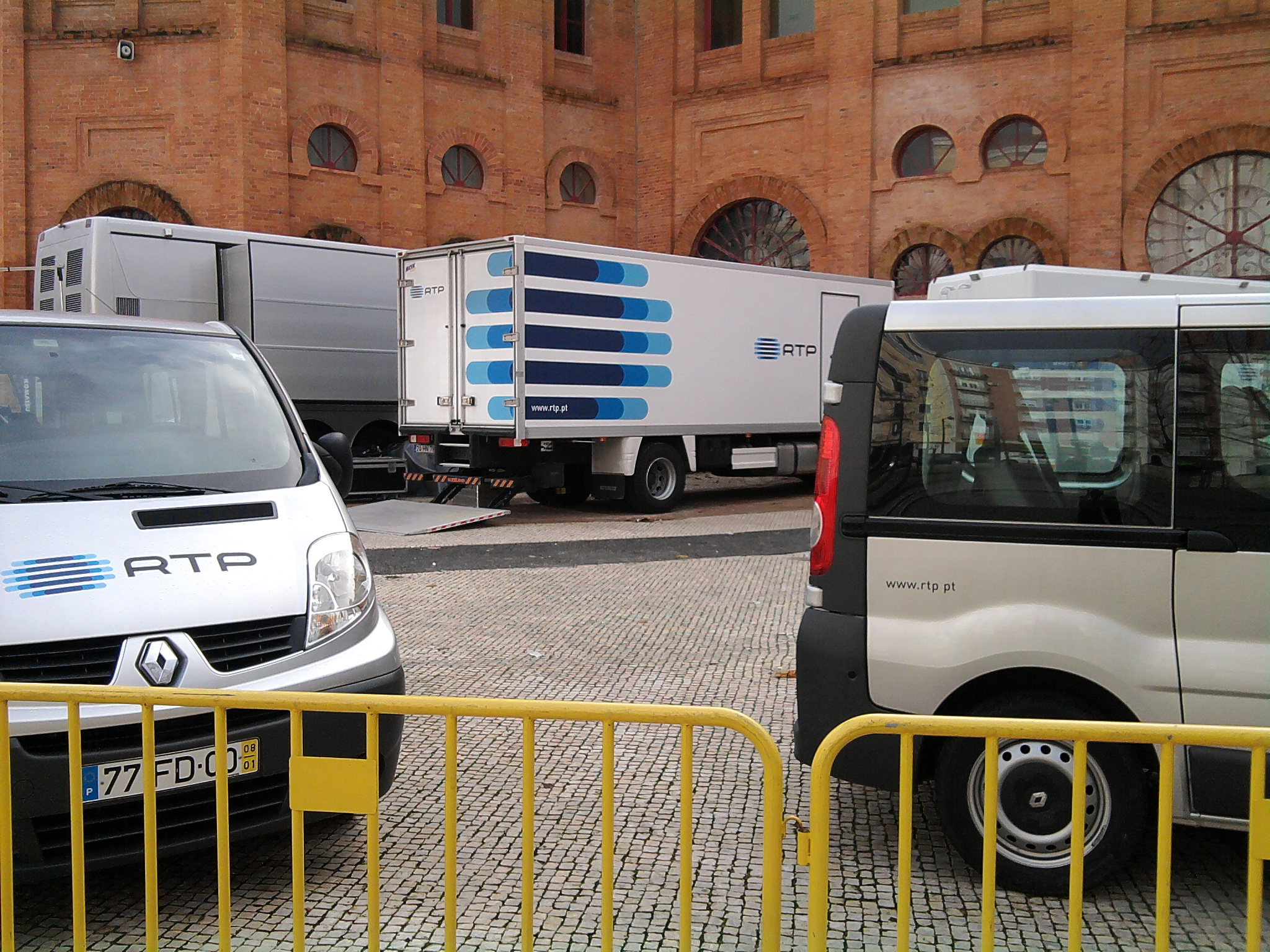
Comitiva da RTP no Campo Pequeno, no dia 27 de Fevereiro

- Ana Ventura - A Vida e o Tempo [13]
- André Rodrigues (FC09) [12]
- Arrefole [12]
- Carlos Lopes - Rosa dos Ventos [12]
- Catarina Pereira [12]
- Dany da Silva [12]
- Débora - Noite de Cristal [12]
- Dona Avenida - A Aventura [12]

- Eva Danin (FC09) [14]
- Fernando Pereira (FC09) [12]
- Filipa Sousa [12]
- Kássio [12]
- K-Sandra - Nunca mais amor [12]
- Miguel Frias - Sei [12]
- Nucha [12]
- Paula Soares [12]
- Pedro Duvalle (FC09) [12]
- Ricardo Levi [12]
- Rosa-dos-ventos [12]
- Rosete Caixinha [12]
- Rui T. - Palma da Mão [12]
- Sara Alcobia - Cantar [12]
- Sílvia Palma [12]
- Sónia Santos  [12]
- Vítor Fontoura [12]

### Júris
O Festival RTP da Canção começara com a selecção de 30 canções, escolhidas no período entre 16 e 20 de Janeiro de 2010, através de um grupo de quatro jurados (os mesmos de 2009). São eles:
- Tozé Brito
- Fernando Martins
- Ramón Galarza
- José Poiares

## Promoção
A 26 de Janeiro de 2010, a RTP informou que os 24 artistas selecionados na votação on-line, teriam uma página web no site da televisão, onde poderão promover a sua canção, falar com os fãs, colocar fotos e vídeos, entre outros. A 4 de Fevereiro de 2010, o sítio com as páginas de todos os 24 semifinalistas foi lançado, e começou desde logo a ser utilizado quer pelos artistas quer pelos fãs. Em 2010, a RTP voltou a fazer vários acordos com vários sites informativos sobre a Eurovisão, para a atribuição de bilhetes para o Festival da Canção 2010. Alguns destes sites são o oiktimes.com, ESCPORTUGAL, entre outros. No dia 8 de Fevereiro, o programa da tarde diário da RTP, Portugal no Coração, dedicou a sua edição ao Festival RTP da Canção 2010. O principal entrevistado foi Fernando Martins, um dos responsáveis pelo evento, que descreveu a edição de 2010 como "(o Festival da Canção 2010 será) um Festival enorme em que se exprimirá muito bem aquilo que é a música portuguesa", e as músicas a concurso como sendo as mais variadas “desde as mas étnicas até às mais comerciais que podem perfeitamente passar numa rádio” Durante o programa foram discutidos os vários aspectos da 46º edição do festival, assim como levantada a hipótese de passar a final para o dia 7 de Março. Foi também anunciado que a partir de 9 de Fevereiro, até à semana do festival, seriam apresentados todos os 24 semifinalistas no mesmo programa de televisão, a uma média de um por dia. A partir do dia 15 de Fevereiro de 2010 a RTP começou a emitir um vídeo promocional ao Festival da Canção 2010, onde apresentava o número de telefone para os interessados em assistir ao evento no Campo Pequeno deveriam ligar, sendo o número 760 20 70 00.

### Programa Especial

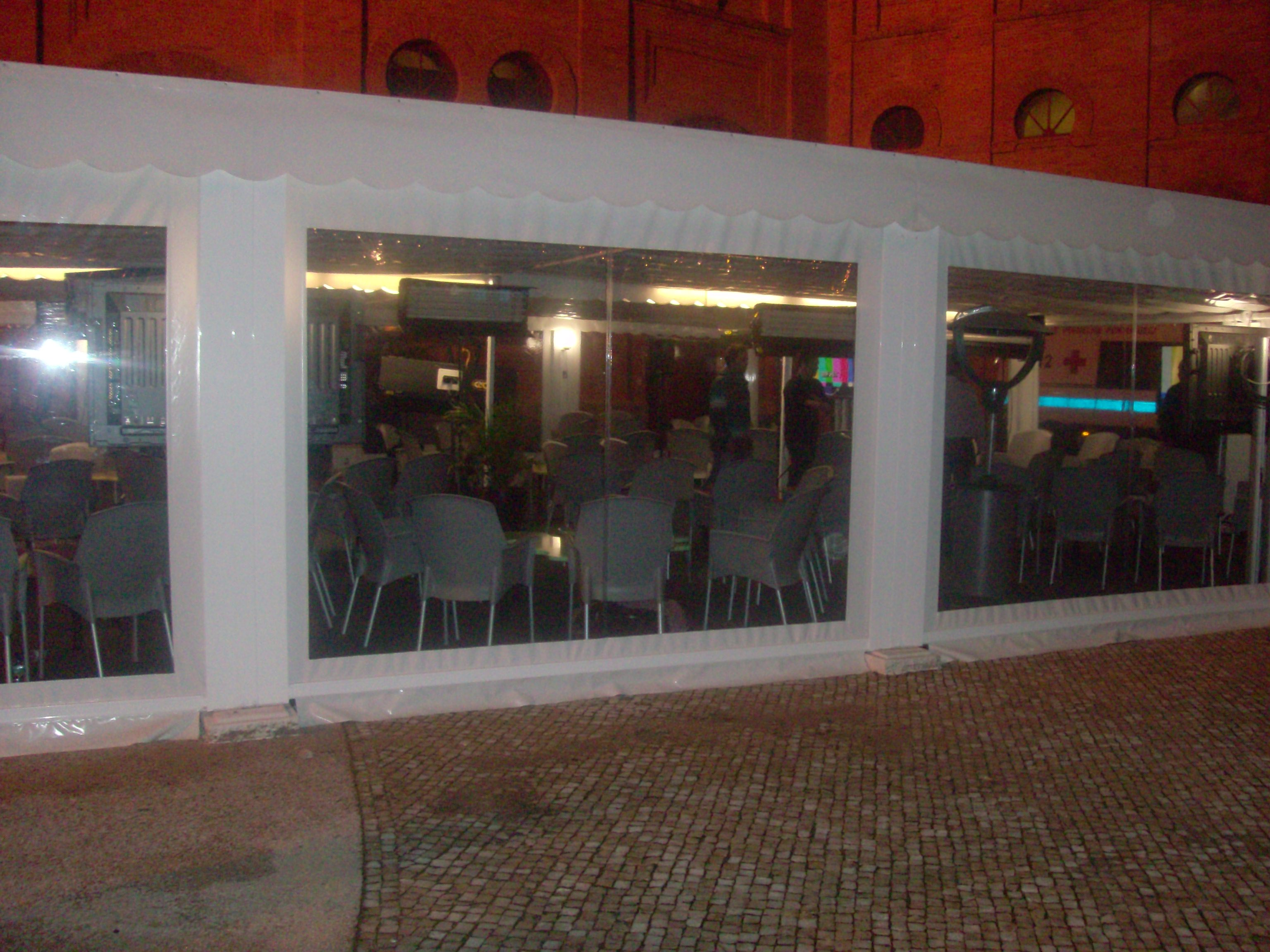
Green Room do FC10 do lado de fora Campo Pequeno

Em 2009, a RTP emitiu uma série de programas para eleger a melhor música portuguesa concorrente no Festival Eurovisão da Canção, entre 42 participações. Em 2010, o principal canal televisivo de Portugal emitiu dois programas especiais dedicados unicamente ao Festival da Canção. Durante dois domingos, dias 21 e 28 de Fevereiro de 2010, com a apresentação de Francisco Mendes e Isabel Figueira, foram recordados todos os vencedores do Festival RTP da Canção, bem como alguns segundos lugares. Ao todo foram apresentados mais de 45 clips musicais, todos eles durante a actuação de cada artista no palco do Festival da Canção, Eurovisão ou video-clip, à excepção dos três anos em que Portugal não se fez representar (1970, 2000 e 2002). A pesquisa para este programa foi da responsabilidade de Nelson Costa, tal como consta da respectiva ficha técnica emitida no final de cada emissão..

## Resultados

### Votação via Internet
A votação na Internet ficou aberta por uma semana, e recebeu votações de todos os "quatro cantos" do mundo. Nesta votação constaram 30 canções concorrentes, dos quais passaram 24, às semifinais. Todas as músicas concorrentes foram ouvidas pela primeira vez no dia 21 de Janeiro, e nesta fase foram ouvidas apenas "demos" das músicas, de um minuto e meio. No dia 20 de Janeiro de 2010, um dia antes do início da votação, a RTP anunciou, através da sua página oficial no Facebook, os 30 concorrentes que concorreriam à votação on-line. Da lista de candidatos, constavam também grandes nomes da música portuguesa, assim como antigos representantes do país na Eurovisão.
Iniciada a votação on-line, logo no primeiro dia os preferidos do público ficaram à vista, em primeiro lugar encontravam-se os Homens da Luta e em segundo Catarina Pereira. Também no primeiro dia de votação, os fãs do festival descobriram que a canção dos Homens da Luta já havia sido interpretada em público há oito meses, o que vai contra a regra da Eurovisão, que diz que nenhuma música pode ser apresentada ao público antes de 1 de Outubro do ano anterior ao concurso presente. Com isto, o grupo e a música poderiam ser desqualificados. No segundo dia de votações, a RTP reconheceu o erro, e aceitou o facto de a canção dos Homens da Luta não era inédita e não respeitava as regras do festival, acabando mesmo por desqualificar o grupo e a canção concorrente, a 22 de Janeiro de 2010. A canção "Luta assim não dá" não foi reposta por nenhuma outra, sendo que continuaram apenas 29 canções em votação e apenas cinco não foram eleitas.
Quarenta e oito horas após o início da votação, a RTP confirmou haver votos fraudulentos, que haviam sido retirados, e outros tantos que serão retirados durante os dias seguintes. Ao quarto dia de votos, e apesar de na edição deste ano se poder votar apenas uma vez ao contrário da edição passada, onde cada pessoa poderia votar três vezes, o número de votos recebidos continuava muito baixo em relação ao ano anterior. A dois dias do final da votação, o número de votos continuava baixo, mas quer no topo, quer no fundo da tabela de votações, puderam notar-se algumas alterações no sentido de voto. No penúltimo dia de votações, foram registados mais de 28 mil votos validados pela RTP. Durante as últimas 24 horas da votação, foi registada a maior afluência de entre todos os dias de votação. Também no último dia foram várias as alterações na tabela de resultados, quer no seu topo, quer no seu fundo. Pela primeira vez foi também lançado um acompanhamento de trinta em trinta minutos nas últimas horas de votação. Durante a última meia hora de votação, o quadro de classificações sofreu grandes alterações. O  concorrente que ocupava o primeiro lugar há vários dias, foi "destronado" por outro. Também no fim da tabela houve alterações nas posições até ao encerramento total da votação. Ao todo foram registados e validados 44.865 votos. Durante a votação, o site do Festival registou mais de um milhão de visitas. Os 30 escolhidos são:
| #  | Artista              | Canção                                   | Letra (l) / Música (m)                                                | Votos           | %               | Classificação   |
| -- | -------------------- | ---------------------------------------- | --------------------------------------------------------------------- | --------------- | --------------- | --------------- |
| 1  | Nina Pinto           | "Meu coração não é meu"                  | Marios Gligoris (m), Augusto Madureira (l)                            | 2385            | 5,55            | 3º              |
| 2  | Nucha                | "Chuva"                                  | Marios Gligoris (m), Nuno Valério (l)                                 | 2361            | 5,49            | 4º              |
| 3  | Jorge Guerreiro      | "Ai Lisboa"                              | José Félix (m), Catarina Martins (l)                                  | 1276            | 2,97            | 15º             |
| 4  | Banda Trocopasso     | "O Mundo de Pernas para o Ar"            | Jorge Oliveira (m & l)                                                | 2130            | 4,95            | 5º              |
| 5  | Terra D'Água         | "Amanhã no mar"                          | Davide Zaccariahá (m), Tiago Espírito Santo (l)                       | 1161            | 2,70            | 21º             |
| 6  | Seis Po' Meia Dúzia  | "Pássaro saudade"                        | Ricardo Rodrigues (m), Irene Lúcia Andrade (l)                        | 1701            | 3,96            | 10º             |
| 7  | Nuno & Fábia Cardoso | "Amar (Vieste para Me Salvar)"           | Pedro Britohá (m), Pedro Vaz (l)                                      | 2905            | 6,76            | 2º              |
| 8  | Filipa Azevedo       | "Há dias assim"                          | Augusto Madureira (m & l)                                             | 2990            | 6,95            | 1º              |
| 9  | Homens da Luta       | "Luta assim não dá"                      | Vasco Duarte (m), Jel (l)                                             | Desqualificados | Desqualificados | Desqualificados |
| 10 | David Navarro        | "Quem é que será?"                       | J.M., Jorge Moreira, Jorge do Carmo & Tó Andrade (m & l)              | 1233            | 2,87            | 16º             |
| 11 | Dennisa              | "Meu mundo de sonhos"                    | Barreto & João Sanguinheira (m), João Novo (l)                        | 1219            | 2,84            | 19º             |
| 12 | Paulo João Sousa     | "Pintado a carvão"                       | Paulo João Sousa (m & l)                                              | 411             | 0,96            | 27º             |
| 13 | Nuno Pinto           | "Fogo lento"                             | Américo Faria (m & l)                                                 | 1345            | 3,13            | 13º             |
| 14 | Ricardo Levi         | "Minha alma lusitana"                    | Nuno Pires (m), Tó Andrade (l)                                        | 268             | 0,62            | 29º             |
| 15 | Filipe Delgado       | "Serei Eu"                               | Ernesto Leite (m & l)                                                 | 1473            | 3,43            | 11º             |
| 16 | Rui Nova             | "Uma Canção a Cid (O Sol e as Estrelas)" | Rui Nova (m & l), Noé Gavina (m)                                      | 1226            | 2,85            | 17º             |
| 17 | Filipa Galvão Telles | "O Amor Não Sabe"                        | José Campos e Sousa (m), António Tinoco (l)                           | 2118            | 4,93            | 6º              |
| 18 | Ricardo Martins      | "Caminheiro de mim"                      | Ricardo Martins (m & l)                                               | 1143            | 2,66            | 23º             |
| 19 | João Pedreira        | "Destino qualquer"                       | João Pedreira (m & l)                                                 | 951             | 2,21            | 26º             |
| 20 | Gonçalo Tavares      | "Rios"                                   | Gonçalo Tavares (m & l)                                               | 1380            | 3,21            | 12º             |
| 21 | Gonçalo Madruga      | "Cores de um mundo"                      | Gonçalo Madruga (m & l)                                               | 1225            | 2,85            | 18º             |
| 22 | V-Boy                | "Quando eu penso em ti"                  | Mauro Guerreiro (m), Vítor dos Santos (l)                             | 1156            | 2,69            | 22º             |
| 23 | Vanessa              | "Alvorada"                               | Nuno Feist (m), Nuno Marques da Silva (l)                             | 1142            | 2,66            | 24º             |
| 24 | Ouro                 | "Arco-íris dentro de mim"                | José Castanheira & Jan Van Dijck (m), Paulo Abreu de Lima (l)         | 1336            | 3,11            | 14º             |
| 25 | Evelyne Filipe       | "A tua voz"                              | Joachim Vermeulen Windsant & Maarten ten Hove (m), Evelyne Filipe (l) | 1834            | 4,27            | 9º              |
| 26 | Catarina Pereira     | "Canta por mim"                          | Andrej Babić (m), Carlos Coelho (l)                                   | 2036            | 4,74            | 7º              |
| 27 | Claudisabel          | "Contra tudo e todos"                    | Jordi Cubino (m), Luis André Florindo (l)                             | 1974            | 4,59            | 8º              |
| 28 | The Agency           | "É assim que as coisas são"              | The Agency (m & l)                                                    | 1178            | 2,74            | 20º             |
| 29 | Davi Duarte          | "Serei alguém p'ra ti"                   | Davi Duarte (m & l)                                                   | 311             | 0,72            | 28º             |
| 30 | Joana Lobo Anta      | "Há Dias"                                | Rita Vasconcellos (m), Ana Zanatti (l)                                | 1125            | 2,62            | 25º             |

Notas
- As percentagens estão em valores arredondados, e por isso a sua soma não é exactamente 100%.

#### Orquestração
Os jurados Fernando Martins e Ramon Galarza participaram no processo de selecção das 30 canções e foram nomeados directores musicais que dividiram entre si as orquestrações das canções apuradas para o Campo Pequeno, e colaboraram com os autores, compositores e intérpretes de cada canção. Durante esta orquestração dividida pelos dois jurados do concurso (jurados apenas para a selecção das 30 canções em votação on-line), as músicas receberam os seus aperfeiçoamentos finais para a apresentação das mesmas ao país nos dias 2, 4 e 6 de Março. No dia 21 de Fevereiro foi revelada a lista das 12 músicas que cada produtor tem vindo a trabalhar, e que continuou a trabalhar até ao festival.

### 1ª Semifinal

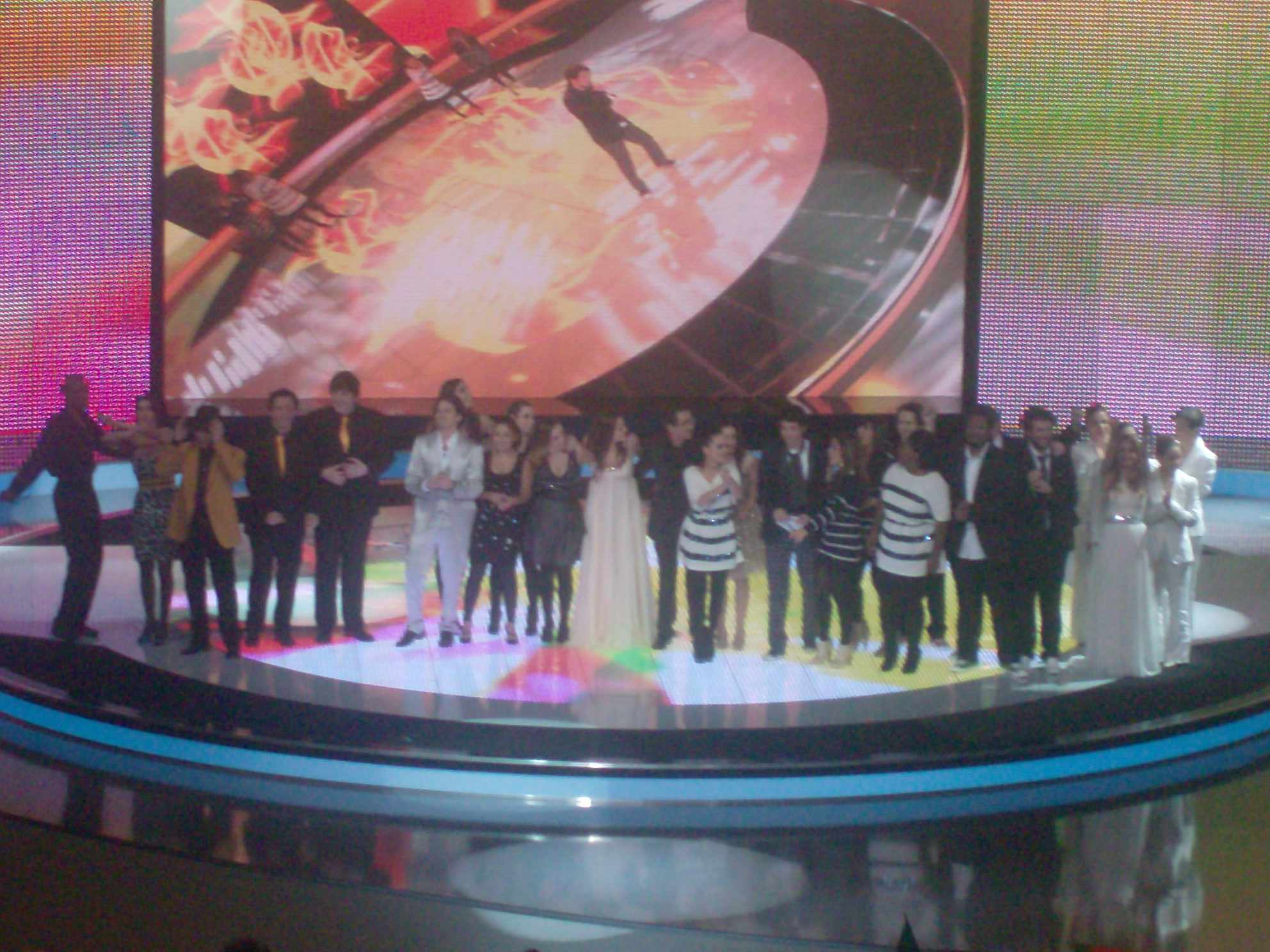
Silvia Alberto com os seis finalistas em palco no fim da 1º semifinal do FC10

A primeira Semifinal do Festival RTP da Canção 2010, ocorreu no dia 2 de Março de 2010, na arena da Praça de Touros do Campo Pequeno, com uma audiência ao vivo superior a cinco mil pessoas. O espetáculo teve início às 21:34 GMT (22:34 CET), e neste primeiro evento, o tema foram os Artistas de rua. Na primeira semifinal concorreram 12 dos 24 concorrentes vindos da votação online realizada em Fevereiro de 2010. Da semifinal, apenas 6 concorrentes ganharam "passaporte" para a grande final. A distribuição dos artistas por cada semifinal, bem como a ordem de actuação, foram conhecidas a 1 de Fevereiro de 2010. O resultado das Semifinais, com o alinhamento da canção mais votada a menos pontuada em cada Semifinal não será revelado antes da Grande final. O anúncio das 6 canções finalistas de cada semifinal foi feito através de envelopes, abertos de modo aleatório. À medida que os envelopes foram abertos, foi também determinada a ordem de actuação para a final, sendo que os 6 finalistas da primeira Semifinal actuarão nos números ímpares da final. O espetáculo iniciou-se com um vídeo, onde aparece Sílvia Alberto a antar junto ao rio Tejo, no Parque das Canções, ao mesmo tempo, três praticantes de parkour correm na sua direcção e tiram-lho o microfone. A partir daqui, é possível ouvir uma compilação de várias músicas vencedoras do Festival RTP da Canção, e ao mesmo tempo, os três desportistas praticam parkour em vários locais da cidade de Lisboa, passando pelas pontes Vasco da Gama e 25 de Abril, pelo Castelo de São Jorge, a sede da RTP, o Padrão dos Descobrimento, entre outros, e ao mesmo tempo apareceram caras conhecidas do canal, até chegarem ao Campo Pequeno, onde partem uma parede de tijolos e entregam novamente o microfone a Sílvia Alberto. Posto isto, esta introduziu o Festival RTP da Canção 2010 aos portugueses, e explicou o novo formato do evento. Seguiu-se a apresentação das doze canções a concurso. Terminadas as doze actuações, realizou-se um intervalo comercial. De volta ao Campo Pequeno, Sílvia Alberto introduz o espetáculo para o intervalo, que consistiu em danças africanas e hip-hop, coreografados por Marco de Camilis. Pouco depois chegou a altura de revelar os seis finalistas, e entraram então, os seis envelopes em palco, trazidos por seis bailarinos que acturam no intervalo. Sílvia Alberto abriu um envelope de cada vez, e quando revelado o nome do finalista, era mostrada a claque deste e logo de seguida, o próprio artista na Green Room. Terminada a apresentação dos seis finalistas, observou-se o quadro da final, com a ordem de actuação já determinada. Posto isto, vieram a palco os seis finalistas e respectivas equipas agradecer ao público, e o festival terminou com a recapitulação das actuações dos seis finalistas. As audiências do programa não foram muito positivas, apesar de não terem baixado os números de audiência a que a RTP 1 está habituada no horário nobre. A primeira semifinal do Festival RTP da Canção foi transmitido na RTP 1 entre as 21h34 e as 23h15. No total, o programa fez 7.1% de rating e 19.1% de share.  Com fundo a salmão, as canções apuradas:
| #  | Artista              | Canção                      | Letra (l) / Música (m)                                                | Pontuação | %     | Classificação |
| -- | -------------------- | --------------------------- | --------------------------------------------------------------------- | --------- | ----- | ------------- |
| 1  | Nucha                | "Chuva"                     | Marios Gligoris (m), Nuno Valério (l)                                 | 278       | 2,39  | 12º           |
| 2  | Ouro                 | "Arco-íris dentro de mim"   | José Castanheira & Jan Van Dijck (m), Paulo Abreu de Lima (l)         | 757       | 6,49  | 7º            |
| 3  | Claudisabel          | "Contra tudo e todos"       | Jordi Cubino (m), Luis André Florindo (l)                             | 316       | 2,71  | 10º           |
| 4  | Filipa Azevedo       | "Há dias assim"             | Augusto Madureira (m & l)                                             | 1472      | 12,63 | 4º            |
| 5  | Jorge Guerreiro      | "Ai Lisboa"                 | José Félix (m), Catarina Martins (l)                                  | 794       | 6,81  | 6º            |
| 6  | Dennisa              | "Meu mundo de sonhos"       | Barreto & João Sanguinheira (m), João Novo (l)                        | 699       | 6,00  | 8º            |
| 7  | Nuno Pinto           | "Fogo lento"                | Américo Faria (m & l)                                                 | 2080      | 17,84 | 1º            |
| 8  | Filipa Galvão Telles | "O amor não sabe"           | José Campos e Sousa (m), António Tinoco (l)                           | 1194      | 10,24 | 5º            |
| 9  | The Agency           | "É assim que as coisas são" | The Agency (m & l)                                                    | 1614      | 13,85 | 3º            |
| 10 | Gonçalo Madruga      | "Cores de um mundo"         | Gonçalo Madruga (m & l)                                               | 290       | 2,49  | 11º           |
| 11 | Evelyne Filipe       | "A tua voz"                 | Joachim Vermeulen Windsant & Maarten ten Hove (m), Evelyne Filipe (l) | 527       | 4,52  | 9º            |
| 12 | Vanessa              | "Alvorada"                  | Nuno Feist (m), Nuno Marques da Silva (l)                             | 1635      | 14,03 | 2º            |

### 2ª Semifinal

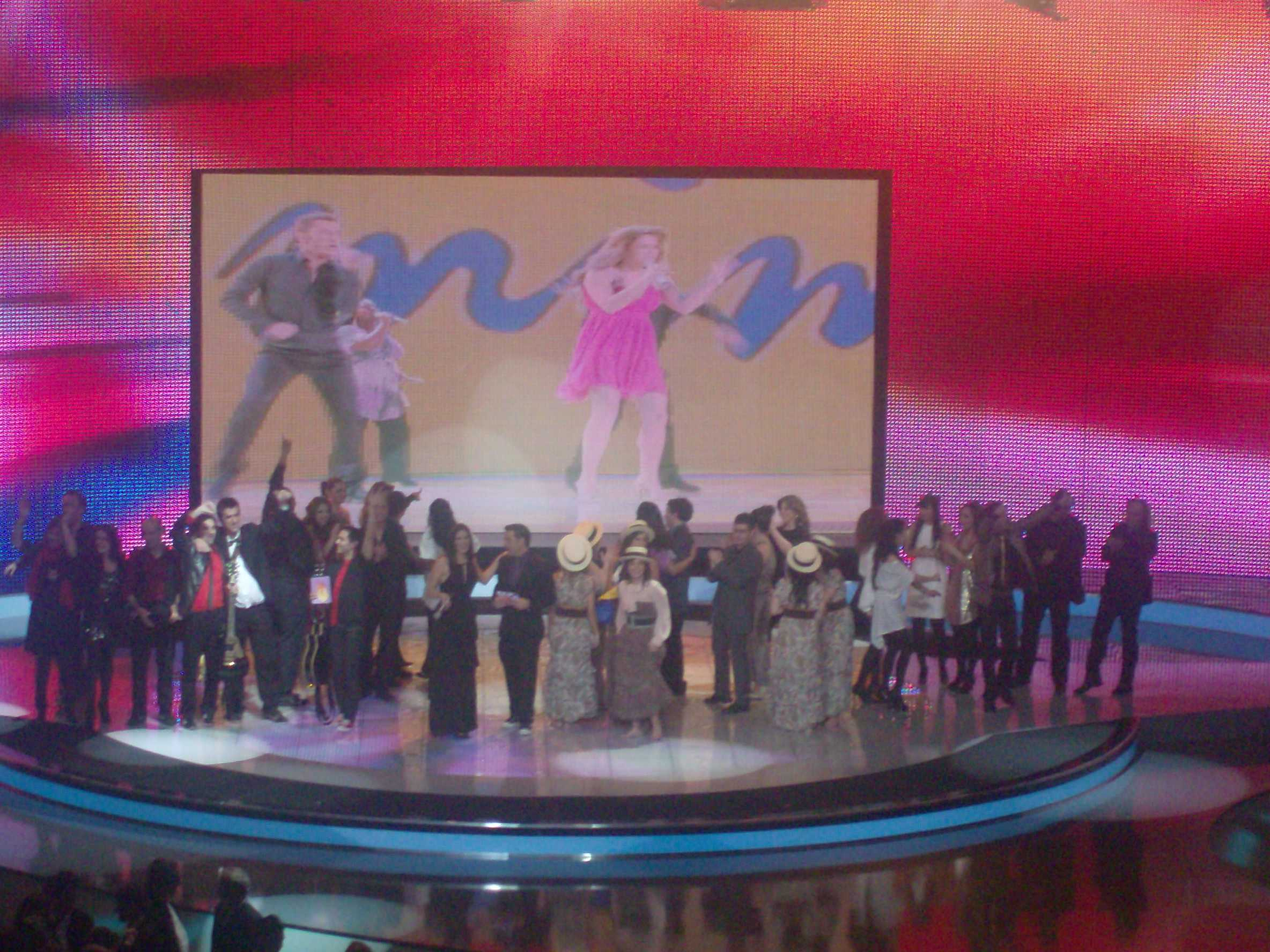
Silvia Alberto com os seis finalistas em palco no fim da 2º semifinal do FC10

A segunda Semifinal do Festival RTP da Canção 2010, ocorreu no dia 4 de Março de 2010, na arena da Praça de Touros do Campo Pequeno, com uma audiência ao vivo superior a cinco mil pessoas. O espetáculo começou às 21:40 GMT (22:40 CET), e neste segundo evento, o tema foi Vozes que marcaram o Festival, contando com a actuação de antigos vencedores do Festival, como José Cid, Simone de Oliveira e Fernando Tordo. Nesta Semifinal do Festival da Canção, a RTP prestou homenagem à memória de Rosa Lobato de Faria, que chegou a elaborar músicas para o Festival da Canção. Esta homenagem, foi feita após o encerramento das votações, e nela, a apresentadora, Sílvia Alberto, recordou alguns dos feitos de Rosa Lobato de Faria, e de seguida ouviram-se excertos músicas vencedoras do Festival RTP da Canção cuja autoria das letras é de Rosa Lobato de Faria, por esta ordem: Antes do Adeus (1997), Baunilha e Chocolate (1995, Amor de Água Fresca (1992) e Chamar a Música (1994). Nestas apresentações, deram corpo e voz os cantores Teresa Radamanto, Rui Drumond e Raquel Ferreira.
O Festival começou com as pessoas nas bancadas a cantar algumas canções já vencedoras do Festival e, consequentemente, representantes de Portugal no Festival Eurovisão da Canção. Depois deste acto, começaram a ouvir-se os primeiros acordes da música Desfolhada Portuguesa, e pouco depois entra Simone de Oliveira a cantar a mesma música. Depois da actuação de Simone, a apresentadora recorda brevemente a carreira e a ligação de Simone de Oliveira ao Festival da Canção, sendo-lhe depois oferecido um ramo de flores. Foi igualmente salientado que o vestido que Simone utilizou nesta actuação foi o mesmo que usou ao cantar Desfolhada Portuguesa no 1969.
Nesta segunda Semifinal concorreram os outros 12 dos 24 concorrentes vindos da votação on-line. Da Semifinal, apenas 6 concorrentes ganharam "passaporte" para a Grande final. A distribuição dos artistas por cada Semifinal, bem como a ordem de actuação, foram conhecidas a 1 de Fevereiro de 2010. O resultado das Semifinais com o alinhamento da canção mais votada à menos pontuada em cada Semifinal não será revelado antes da grande final. Após o encerramento das votações e da homenagem a Rosa Lobato de Faria, e antes da divulgação dos apurados houve os habituais directos a partir da Green Room para saber as sensações dos artistas, com Sérgio Mateus a ser novamente o repórter. Foram então divulgados os 6 apurados, por envelopes abertos aleatoriamente. Mais uma vez, a ordem de saída dos envelopes determinou a ordem de actuação na Final, que são para todos as posições pares. Após a abertura do 3º envelope, actuou José Cid com algumas músicas, nem todas apresentadas no Festival da Canção. As músicas interpretadas por José Cid foram, por esta ordem: No dia em que o Rei fez anos (1974), A Rosa que te Dei (1996), O meu piano (apresentada no Festival em 1978), Cai Neve em Nova Iorque, Um grande, grande amor (apresentada no Festival em 1980). Após esta actuação, foram divulgados os restantes 3 finalistas. Após todas as canções apuradas serem reveladas, foi o fim da Semifinal, com a subida ao palco dos 6 apurados. A segunda semifinal do Festival da Canção, conseguiu, em termos de audiências televisivas, valores ligeiramente superiores aos registados na terça-feira, na primeira semifinal. O Festival da Canção 2010, segunda semifinal figurou na tabela dos 15 programas mais vistos do dia, mais precisamente no 11.º lugar. Obteve no total 7,0% de rating e 20,0% de share. Na terça-feira, a primeira semifinal obteve valores muito próximos: 7.1% de rating e 19.1% de share.   Com fundo a salmão, as canções apuradas:
| #  | Artista              | Canção                                   | Letra (l) / Música (m)                                   | Pontuação | %     | Classificação |
| -- | -------------------- | ---------------------------------------- | -------------------------------------------------------- | --------- | ----- | ------------- |
| 1  | Rui Nova             | "Uma canção à Cid (O sol e as estrelas)" | Rui Nova (m & l), Noé Gavina (m)                         | 1689      | 7,07  | 6º            |
| 2  | Ricardo Martins      | "Caminheiro de mim"                      | Ricardo Martins (m & l)                                  | 4226      | 17,70 | 2º            |
| 3  | Nuno & Fábia Cardoso | "Amar (Vieste para Me Salvar)"           | Pedro Britohá (m), Pedro Vaz (l)                         | 854       | 3,58  | 9º            |
| 4  | David Navarro        | "Quem é que será?"                       | J.M., Jorge Moreira, Jorge do Carmo & Tó Andrade (m & l) | 835       | 3,50  | 10º           |
| 5  | Catarina Pereira     | "Canta por mim"                          | Andrej Babić (m), Carlos Coelho (l)                      | 4614      | 19,32 | 1º            |
| 6  | Filipe Delgado       | "Serei eu"                               | Ernesto Leite (m & l)                                    | 946       | 3,96  | 8º            |
| 7  | V-Boy                | "Quando eu penso em ti"                  | Mauro Guerreiro (m), Vítor dos Santos (l)                | 464       | 1,94  | 12º           |
| 8  | Terra D'Água         | "Amanhã no mar"                          | Davide Zaccariahá (m), Tiago Espírito Santo (l)          | 828       | 3,47  | 11º           |
| 9  | Nina Pinto           | "Meu coração não é meu"                  | Marios Gligoris (m), Augusto Madureira (l)               | 972       | 4,07  | 7º            |
| 10 | Gonçalo Tavares      | "Rios"                                   | Gonçalo Tavares (m & l)                                  | 1783      | 7,47  | 5º            |
| 11 | Banda Trocopasso     | "O Mundo de Pernas para o Ar"            | Jorge Oliveira (m & l)                                   | 3978      | 16,66 | 3º            |
| 12 | Seis Po' Meia Dúzia  | "Pássaro saudade"                        | Ricardo Rodrigues (m), Irene Lúcia Andrade (l)           | 2689      | 11,26 | 4º            |

### Grande Final
A Grande final do Festival RTP da Canção 2010, ocorrerá no dia 6 de Março de 2010, na arena da Praça de Touros do Campo Pequeno, com uma audiência ao vivo superior a cinco mil pessoas. O espetáculo começará às 21:00 GMT (22:00 CET), e neste terceiro evento, o tema ainda não foi revelado, no entanto está já confirmada a actuação do grupo Voca People. Na Grande final concorrerão 12 concorrentes, todos provenientes das Semifinais (6 da primeira e outros 6 da segunda). Na final, será acrescentado a votação do júri, tornando a votação 50% televoto e 50% votação de júris. Para determinar a ordem de actuação, será utilizado um sistema simples. Durante as Semifinais, os 6 finalistas de cada uma foram anunciados através de envelopes, abertos aleatoriamente. Pela ordem de abertura destes envelopes, as 6 canções apuradas na 1ª Semifinal irão preencher os números ímpares da final por ordem de saída dos envelopes, ou seja, o primeiro envelope a sair corresponde à canção nº 1 da final e o último à canção nº11. Na segunda Semifinal, as canções apuradas irão ocupar os números pares da final, sendo a primeira canção a ser anunciada a nº2 e a última a nº12.
| #  | Artista              | Canção                                   | Letra (l) / Música (m)                         | Pontuação | Pontuação | Pontuação | Pontuação | Pontuação | Total | Classificação |
| #  | Artista              | Canção                                   | Letra (l) / Música (m)                         | Júri      | Conversão | Televoto  | %         | Conversão | Total | Classificação |
| -- | -------------------- | ---------------------------------------- | ---------------------------------------------- | --------- | --------- | --------- | --------- | --------- | ----- | ------------- |
| 1  | Filipa Galvão Telles | "O amor não sabe"                        | José Campos e Sousa (m), António Tinoco (l)    | 38        | 0         | 1238      | 2,89      | 0         | 0     | 12ª           |
| 2  | Banda Trocopasso     | "O Mundo de Pernas para o Ar"            | Jorge Oliveira (m & l)                         | 93        | 5         | 4608      | 10,77     | 8         | 13    | 4º            |
| 3  | Jorge Guerreiro      | "Ai Lisboa"                              | José Félix (m), Catarina Martins (l)           | 50        | 1         | 794       | 1,86      | 0         | 1     | 11º           |
| 4  | Ricardo Martins      | "Caminheiro de mim"                      | Ricardo Martins (m & l)                        | 61        | 2         | 8167      | 19,10     | 10        | 12    | 5º            |
| 5  | The Agency           | "É assim que as coisas são"              | The Agency (m & l)                             | 137       | 10        | 1850      | 4,33      | 2         | 12    | 7º            |
| 6  | Seis Po' Meia Dúzia  | "Pássaro saudade"                        | Ricardo Rodrigues (m), Irene Lúcia Andrade (l) | 88        | 3         | 2282      | 5,34      | 4         | 7     | 8º            |
| 7  | Nuno Pinto           | "Fogo lento"                             | Américo Faria (m & l)                          | 130       | 7         | 2539      | 5,94      | 5         | 12    | 6º            |
| 8  | Catarina Pereira     | "Canta por mim"                          | Andrej Babić (m), Carlos Coelho (l)            | 128       | 6         | 10920     | 25,53     | 12        | 18    | 2º            |
| 9  | Filipa Azevedo       | "Há dias assim"                          | Augusto Madureira (m & l)                      | 193       | 12        | 3237      | 7,57      | 7         | 19    | 1º            |
| 10 | Gonçalo Tavares      | "Rios"                                   | Gonçalo Tavares (m & l)                        | 89        | 4         | 2278      | 5,33      | 3         | 7     | 9º            |
| 11 | Vanessa              | "Alvorada"                               | Nuno Feist (m), Nuno Marques da Silva (l)      | 130       | 8         | 3182      | 7,44      | 6         | 14    | 3º            |
| 12 | Rui Nova             | "Uma canção à Cid (O sol e as estrelas)" | Rui Nova (m & l), Noé Gavina (m)               | 23        | 0         | 1673      | 3,91      | 1         | 1     | 10º           |

Nota 1:  As canções apuradas para a Final vindas da 1ª Semi-Final, bem como a sua ordem de actuação, têm a seguinte fonte:

Nota 2:  As canções apuradas para a Final vindas da 2ª Semi-Final, bem como a sua ordem de actuação, têm a seguinte fonte:

#### Tabela de Votações
Para ver os nomes dos artistas e das respectivas canções deverá colocar o cursor sobre as imagens numeradas de 1 a 12, que correspondem à ordem da actuação de cada canção na final do concurso.
| Ordem de Votação             | Distritos Votantes (Júris)      | Canções Pontuadas                                         | Canções Pontuadas                                                 | Canções Pontuadas                              | Canções Pontuadas                                      | Canções Pontuadas                                         | Canções Pontuadas                                        | Canções Pontuadas                          | Canções Pontuadas                                   | Canções Pontuadas                                 | Canções Pontuadas                         | Canções Pontuadas                    | Canções Pontuadas                                                    |
| Ordem de Votação             | Distritos Votantes (Júris)      | Artista: Filipa Galvão Telles / Canção: "O amor não sabe" | Artista: Banda Trocopasso / Canção: "O Mundo de Pernas para o Ar" | Artista: Jorge Guerreiro / Canção: "Ai Lisboa" | Artista: Ricardo Martins / Canção: "Caminheiro de mim" | Artista: The Agency / Canção: "É assim que as coisas são" | Artista: Seis Po' Meia Dúzia / Canção: "Pássaro saudade" | Artista: Nuno Pinto / Canção: "Fogo lento" | Artista: Catarina Pereira / Canção: "Canta por mim" | Artista: Filipa Azevedo / Canção: "Há dias assim" | Artista: Gonçalo Tavares / Canção: "Rios" | Artista:Vanessa / Canção: "Alvorada" | Artista: Rui Nova / Canção: "Uma canção à Cid (O sol e as estrelas)" |
| ---------------------------- | ------------------------------- | --------------------------------------------------------- | ----------------------------------------------------------------- | ---------------------------------------------- | ------------------------------------------------------ | --------------------------------------------------------- | -------------------------------------------------------- | ------------------------------------------ | --------------------------------------------------- | ------------------------------------------------- | ----------------------------------------- | ------------------------------------ | -------------------------------------------------------------------- |
| 1                            | Distrito de Aveiro              | 5                                                         | 12                                                                | 4                                              | 3                                                      | 5                                                         | 1                                                        | 8                                          | 7                                                   | 10                                                | 2                                         |                                      |                                                                      |
| 2                            | Distrito de Beja                | 1                                                         | 7                                                                 |                                                | 2                                                      | 8                                                         | 6                                                        | 4                                          | 3                                                   | 12                                                | 5                                         | 10                                   |                                                                      |
| 3                            | Distrito de Braga               | 4                                                         |                                                                   | 1                                              | 6                                                      | 7                                                         | 5                                                        | 8                                          |                                                     | 12                                                | 10                                        | 2                                    | 3                                                                    |
| 4                            | Distrito de Bragança            |                                                           | 2                                                                 | 8                                              | 1                                                      |                                                           | 4                                                        | 5                                          | 12                                                  | 10                                                | 7                                         | 6                                    | 3                                                                    |
| 5                            | Distrito de Castelo Branco      |                                                           | 6                                                                 | 5                                              | 1                                                      | 3                                                         |                                                          | 4                                          | 8                                                   | 10                                                | 7                                         | 12                                   | 2                                                                    |
| 6                            | Distrito de Coimbra             | 1                                                         | 7                                                                 | 3                                              | 4                                                      | 5                                                         |                                                          |                                            | 12                                                  | 10                                                | 6                                         | 8                                    | 2                                                                    |
| 7                            | Distrito de Évora               | 1                                                         |                                                                   | 4                                              | 8                                                      | 10                                                        | 7                                                        | 12                                         | 3                                                   | 5                                                 | 6                                         | 2                                    |                                                                      |
| 8                            | Distrito de Faro                |                                                           | 3                                                                 | 7                                              | 2                                                      |                                                           | 5                                                        | 10                                         | 12                                                  | 8                                                 | 1                                         | 6                                    | 4                                                                    |
| 10                           | Distrito de Guarda              | 1                                                         |                                                                   |                                                | 8                                                      | 12                                                        | 6                                                        | 7                                          | 4                                                   | 10                                                | 2                                         | 3                                    | 5                                                                    |
| 11                           | Distrito de Leiria              |                                                           | 5                                                                 | 4                                              | 2                                                      | 8                                                         | 6                                                        | 7                                          | 1                                                   | 12                                                | 3                                         | 10                                   |                                                                      |
| 12                           | Distrito de Lisboa              | 4                                                         | 2                                                                 |                                                | 5                                                      | 8                                                         | 7                                                        | 3                                          | 6                                                   | 10                                                | 1                                         | 12                                   |                                                                      |
| 14                           | Distrito de Portalegre          | 2                                                         | 5                                                                 | 3                                              | 4                                                      | 10                                                        |                                                          | 6                                          | 7                                                   | 12                                                | 1                                         | 8                                    |                                                                      |
| 15                           | Distrito de Porto               |                                                           | 4                                                                 |                                                | 3                                                      | 7                                                         | 2                                                        | 10                                         | 8                                                   | 12                                                | 5                                         | 6                                    | 1                                                                    |
| 16                           | Distrito de Santarém            | 7                                                         | 12                                                                |                                                | 1                                                      | 10                                                        | 6                                                        | 5                                          | 8                                                   | 2                                                 | 4                                         | 3                                    |                                                                      |
| 17                           | Distrito de Setúbal             | 1                                                         | 2                                                                 |                                                | 4                                                      | 7                                                         | 5                                                        | 3                                          | 12                                                  | 8                                                 | 6                                         | 10                                   |                                                                      |
| 18                           | Distrito de Viana do Castelo    | 5                                                         | 3                                                                 | 6                                              |                                                        | 7                                                         | 1                                                        | 10                                         | 2                                                   | 8                                                 | 4                                         | 12                                   |                                                                      |
| 19                           | Distrito de Vila Real           | 2                                                         | 4                                                                 | 1                                              |                                                        | 8                                                         | 5                                                        | 6                                          | 12                                                  | 10                                                | 3                                         | 7                                    |                                                                      |
| 20                           | Distrito de Viseu               |                                                           | 6                                                                 | 2                                              | 3                                                      | 8                                                         | 12                                                       | 5                                          | 4                                                   | 10                                                | 7                                         | 1                                    |                                                                      |
| 13                           | Região dos Açores               | 4                                                         | 8                                                                 |                                                | 1                                                      | 12                                                        | 2                                                        | 7                                          |                                                     | 10                                                | 5                                         | 6                                    | 3                                                                    |
| 9                            | Região da Madeira               |                                                           | 5                                                                 | 2                                              | 3                                                      | 1                                                         | 8                                                        | 10                                         | 7                                                   | 12                                                | 4                                         | 6                                    |                                                                      |
| Resultados Parciais Júri     | Pontuação: votos                | 38                                                        | 93                                                                | 50                                             | 61                                                     | 137                                                       | 88                                                       | 130                                        | 128                                                 | 193                                               | 89                                        | 130                                  | 23                                                                   |
| Resultados Parciais Júri     | Pontuação: 50% Júri             | 0                                                         | 5                                                                 | 1                                              | 2                                                      | 10                                                        | 3                                                        | 7                                          | 6                                                   | 12                                                | 4                                         | 8                                    | 0                                                                    |
| Resultados Parciais Júri     | Lugar só com votação do Júri    | 12º (=)                                                   | 6º                                                                | 10º                                            | 9º                                                     | 2º                                                        | 8º                                                       | 4º                                         | 5º                                                  | 1º                                                | 7º                                        | 3º                                   | 12º (=)                                                              |
| Resultados Parciais Televoto | Pontuação: votos                | 1238                                                      | 4608                                                              | 794                                            | 8167                                                   | 1850                                                      | 2282                                                     | 2539                                       | 10920                                               | 3237                                              | 2278                                      | 3182                                 | 1673                                                                 |
| Resultados Parciais Televoto | Pontuação: 50% Televoto         | 0                                                         | 8                                                                 | 0                                              | 10                                                     | 2                                                         | 4                                                        | 5                                          | 12                                                  | 7                                                 | 3                                         | 6                                    | 1                                                                    |
| Resultados Parciais Televoto | Lugar só com Televoto           | 12º (=)                                                   | 3º                                                                | 12º (=)                                        | 2º                                                     | 10º                                                       | 8º                                                       | 7º                                         | 1º                                                  | 5º                                                | 9º                                        | 6º                                   | 11º                                                                  |
| Desfecho                     | Pontos Totais (Júri + Televoto) | 0                                                         | 13                                                                | 1                                              | 12                                                     | 12                                                        | 7                                                        | 12                                         | 18                                                  | 19                                                | 7                                         | 14                                   | 1                                                                    |
| Desfecho                     | Lugar                           | 12º                                                       | 4º                                                                | 11º                                            | 5º                                                     | 7º                                                        | 8º                                                       | 6º                                         | 2º                                                  | 1º                                                | 9º                                        | 3º                                   | 10º                                                                  |
|                              |                                 | Artista: Filipa Galvão Telles / Canção: "O amor não sabe" | Artista: Banda Trocopasso / Canção: "O Mundo de Pernas para o Ar" | Artista: Jorge Guerreiro / Canção: "Ai Lisboa" | Artista: Ricardo Martins / Canção: "Caminheiro de mim" | Artista: The Agency / Canção: "É assim que as coisas são" | Artista: Seis Po' Meia Dúzia / Canção: "Pássaro saudade" | Artista: Nuno Pinto / Canção: "Fogo lento" | Artista: Catarina Pereira / Canção: "Canta por mim" | Artista: Filipa Azevedo / Canção: "Há dias assim" | Artista: Gonçalo Tavares / Canção: "Rios" | Artista:Vanessa / Canção: "Alvorada" | Artista: Rui Nova / Canção: "Uma canção à Cid (O sol e as estrelas)" |
| Canções Pontuadas            |                                 |                                                           |                                                                   |                                                |                                                        |                                                           |                                                          |                                            |                                                     |                                                   |                                           |                                      |                                                                      |

Legenda
| Cor              | Resultado                      |
| ---------------- | ------------------------------ |
| Ouro             | Vencedor                       |
| Prata            | 2º lugar                       |
| Bronze           | 3º lugar                       |
| Bege             | 0 (zero) pontos                |
| Vermelho Indiano | Pontuação Nula ("Null Points") |

## Pós-Festival da Canção

### Audiências
| Gala        | Data               | Audiência   | Audiência | Audiência | Ref.   |
| Gala        | Data               | Espetadores | Rating    | Share     | Ref.   |
| ----------- | ------------------ | ----------- | --------- | --------- | ------ |
| Semifinal 1 | 2 de março de 2010 | —           | 7,1%      | 19,1%     | [ 44 ] |
| Semifinal 2 | 4 de março de 2010 | —           | 7%        | 20%       | [ 44 ] |
| Final       | 6 de março de 2010 | —           | 9,3%      | 28,3%     | [ 44 ] |

### Promoção
O período entre a selecção nacional de um país e o dia da sua primeira actuação na cidade anfitriã da Eurovisão, é dedicado à propaganda da música represente do país quer nacional quer internacionalmente. A canção representante de Portugal em 2010, ficará sob o domínio da RTP até 6 de Março de 2011.
Desde a sua vitória, Filipa Azevedo compareceu a vários programas de televisão de horário nobre na televisão portuguesa, incluindo no canal SIC, concorrente da RTP. Ao mesmo tempo tem dado inúmeras entrevistas a jornais, revistas e sites. Participou num concerto no Pavilhão Rosa Mota, no Porto, onde interpretou a canção representante, e a 24 de Abril de 2010 actuará na Dutch Eurivision party, na Holanda, na maior festa da Eurovisão que antecede o festival. Porém foi também já confirmada a realização de uma promoção quer nacional quer internacional, e a possível gravação de um videclip para a canção.

### Polémica
O Festival RTP da Canção 2010, foi considerado o maior evento para selecção de um representante para a Eurovisão no ano de 2010. Porém, foi o mesmo festival que criou a maior polémica do ano na Europa. Desde que as músicas foram colocadas em votação on-line, Catarina Pereira foi apontada como a grande vencedora do evento e a representante portuguesa. No entanto, no dia da grande final Filipa Azevedo consagrou-se vencedora. Com o início da votação do júri distrital, desde cedo que os apoiantes de Canta por mim no Campo Pequeno fizeram ouvir o seu desagrado, vaiando a votação do júri a cada distrito que votava. No final, a votação do júri havia dado 12 pontos a Filipa e apenas 6 a Catarina. Seguida da actuação dos representantes portugueses do ano anterior, foi revelada a votação do público, na qual Filipa apenas recebeu 7 pontos e a Catarina os míticos 12 pontos. No total Filipa Azevedo venceu apenas por um ponto. A polémica instalou-se desde logo, com uma grande vaiação quer aos júris distritais, quer à vencedora (que venceu apenas devido aos júris), tal vaiação foi também inédita no festival, e deixou a apresentadora numa situação dificil. Durante a semana seguinte ao festival, foram criadas várias petições (uma delas ultrapassando os dois mil membros) e páginas de suporte a Catarina para ainda representar Portugal em Oslo em 2010, em substituição de Filipa. Estas acções tomaram tamanha proporção ao chegarem à Europa e posteriormente ao resto do Mundo (sendo que o caso é seguido mais atentamente em Espanha, França e Brasil). Nunca antes, na história da Eurovisão, se tinha gerado uma polémica tão grande (nem mesmo com o caso georgiano em 2009). Os apoiantes da Catarina à Eurovisão (fãs da cantora e outros), marcaram uma manifestação de contestação à porta das instalações da RTP em Lisboa e no Porto, medida inédita em toda a Europa. Ao todo, a manifestação é esperada para juntar mais de 500 pessoas nas duas cidades. A grande maioria das críticas são dirigidas aos júris, escolhidos previamente pela RTP. Alguns dos júris foram confirmados como não sendo ligados à área da música [carece de fontes?], como ditava o regulamento, outros júris eram conhecidos de concorrentes no concurso[carece de fontes?], tendo existido um caso em que um dos júris era irmão de um dos concorrentes a concurso[carece de fontes?], e o facto de antigos professores de Filipa Azevedo terem feito parte do júri[carece de fontes?] (pertencentes ao júri do Porto que atribuiu a Há dias assim 12 pontos). Num pequeno comunicado, não aceite por muitos, a RTP apenas expressou que o regulamento havia sido cumprido, e que não haviam sido infringidas nenhumas regras do concurso. As votações por televoto foram reveladas dez dias depois do festival, deixando os fãs de Catarina Pereira e outros mais indignado com a escolha. As criticas e movimentos baixaram de tom no dia 23 de Março de 2010, um dia depois do prazo final para a entrega da candidatura representante por todas as televisão da Europa concorrentes em 2010.

### Recordes
Em 2010, todo o "universo" da participação portuguesa no Festival Eurovisão da Canção 2010 bateu vários recordes. Os recordes alcançados em 2010 foram:
- Maior número de canções submetidas para eleição interna (420);
- Festival RTP da Canção na maior sala de espetáculos de sempre, Campo Pequeno, com 10 mil lugares. Ao todo estarão disponíveis 30 mil bilhetes, apenas para as três cerimónias principais;
- O número de pessoas votantes foi o maior registado desde que começaram as votações on-line, apesar do número de votos não ter visto o mesmo aumento, no entanto isto justificasse com o facto de em 2009 cada pessoa poder votar três vezes e em 2010 apenas uma. Outra diferença foi também o tempo de votação, que em 2009 foi de dez dias e em 2010 apenas de sete. Sendo assim entre 2009 e 2010 podem-se fazer as seguintes distinções:

| Ano  | Número de votos | Número de votantes | Observações                                                              |
| ---- | --------------- | ------------------ | ------------------------------------------------------------------------ |
| 2009 | 117.639         | 39.213             | Cada pessoa podia votar três vezes, numa votação que durou dez dias      |
| 2010 | 42.993          | 42.993             | Cada pessoa podia votar apenas uma vez, numa votação que durou sete dias |

- Durante a votação, o site do festival recebeu mais de um milhão de visitas, batendo o ano anterior;
- A edição deste ano do Festival RTP da Canção terá três espectáculos. Em 1979 e 1980 houve várias eliminatórias. Em 1992 algumas das canções foram escolhidas num programa de Júlio Isidro;
- A 46º edição do evento, será emitida em 8 canais televisivos diferentes, incluindo um canal mobile, um HD e um via internet;
- Os bilhetes para a final esgotaram em 10 dias e os das semifinais em 20;
- Ao todo estiveram mais de 10 câmaras na produção do festival;
- Foi registado o maior número de votos por televoto de sempre, ultrapassando as 80 mil chamadas (o verdadeiro valor deverá ultrapassar os 100 mil)

## Galeria

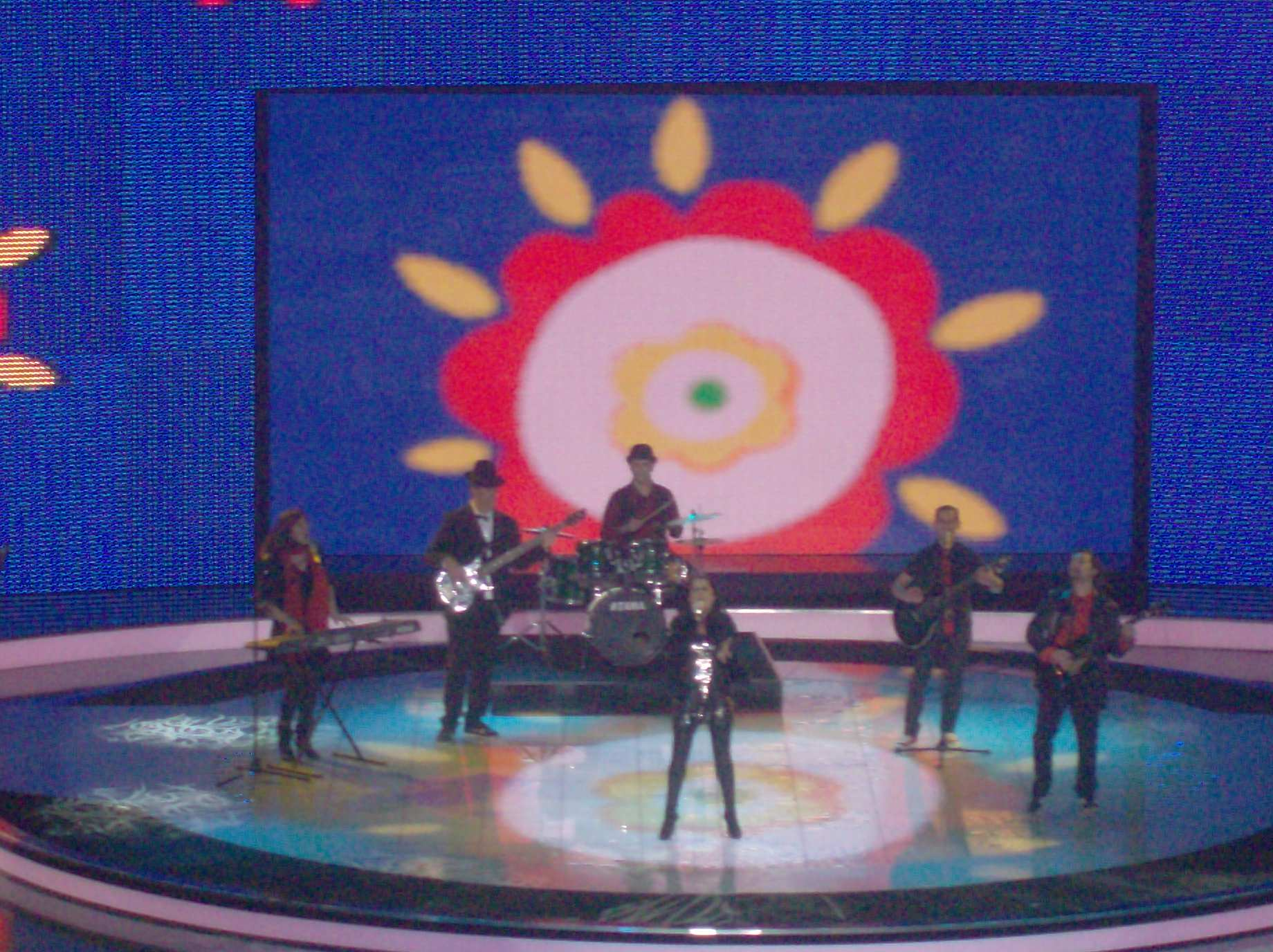
Banda Trocopasso a interpretar "O Mundo de Pernas para o Ar"
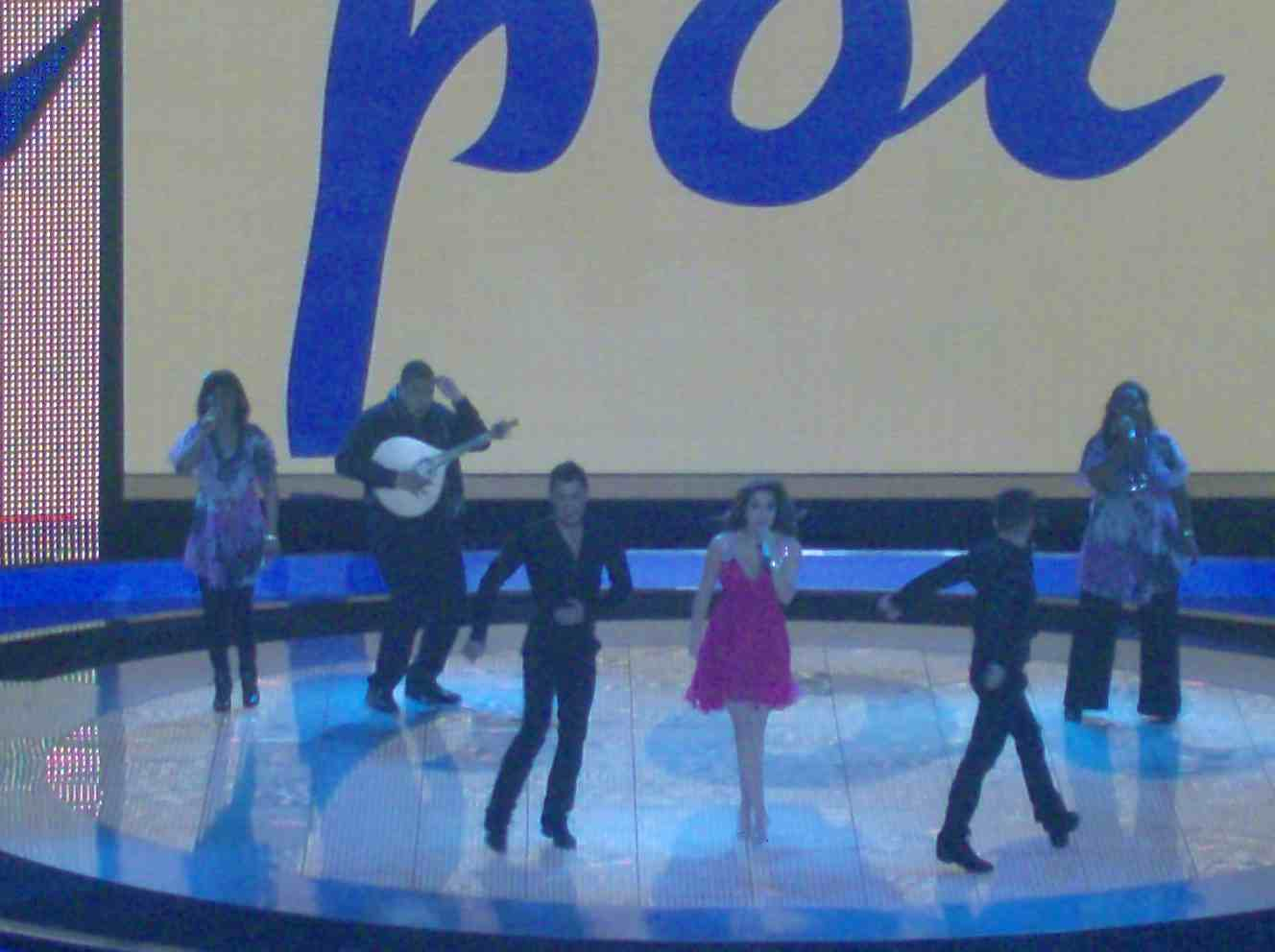
Catarina Pereira a interpretar "Canta por mim"
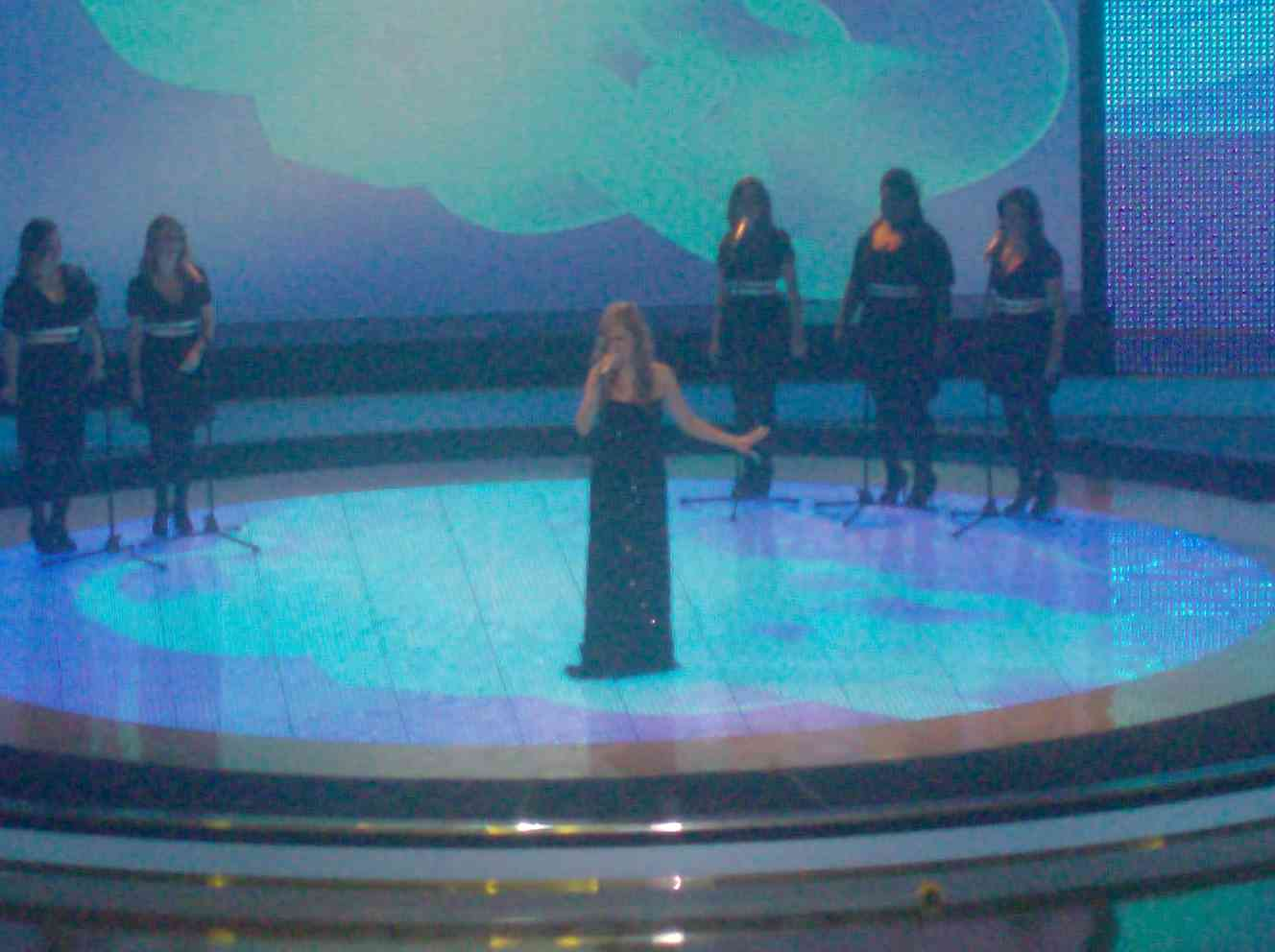
Claudisabel a interpretar "Contra tudo e todos"
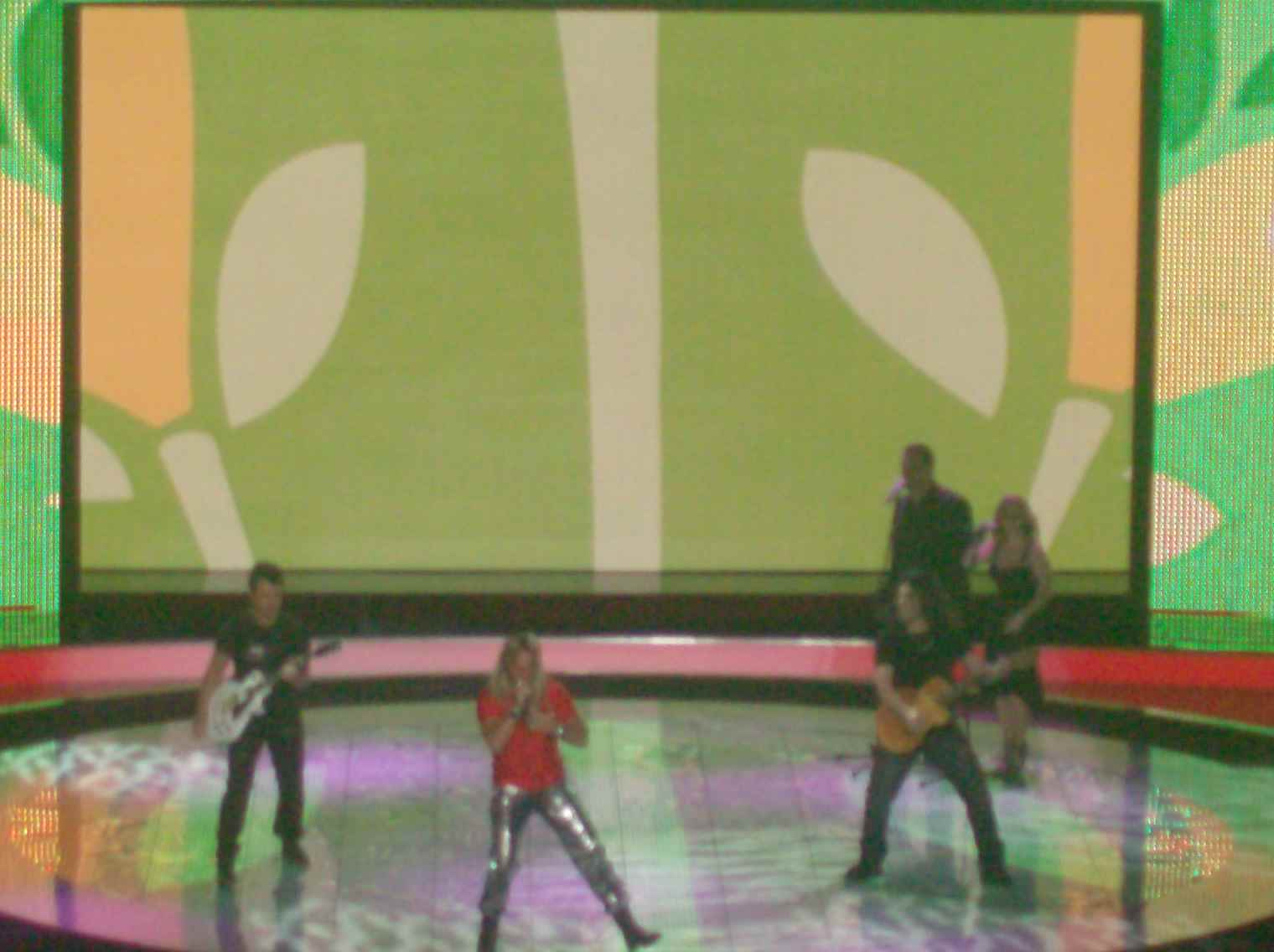
David Navarro a interpretar "Quem é que será?"
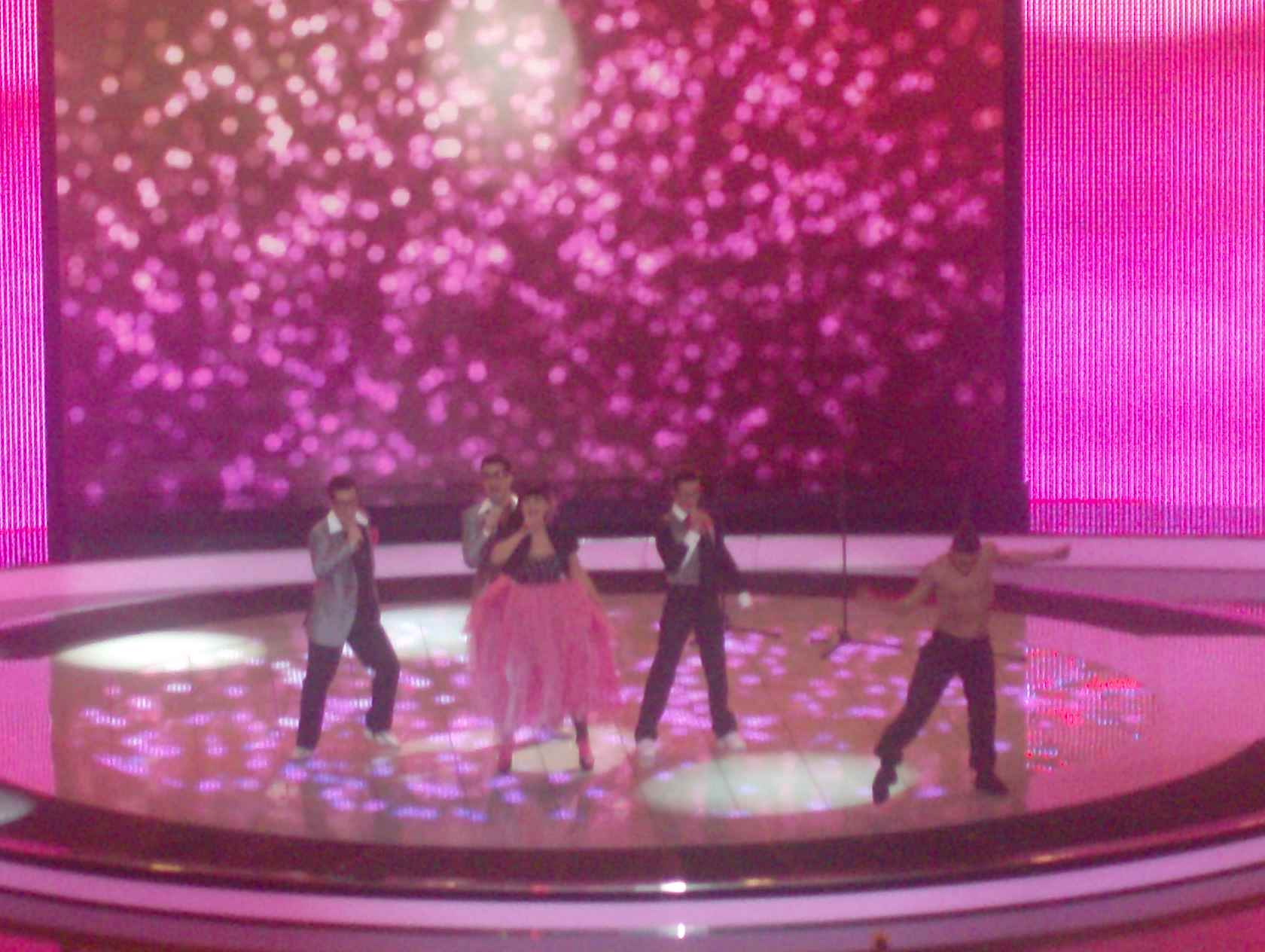
Dennisa a interpretar "Meu mundo de sonhos"
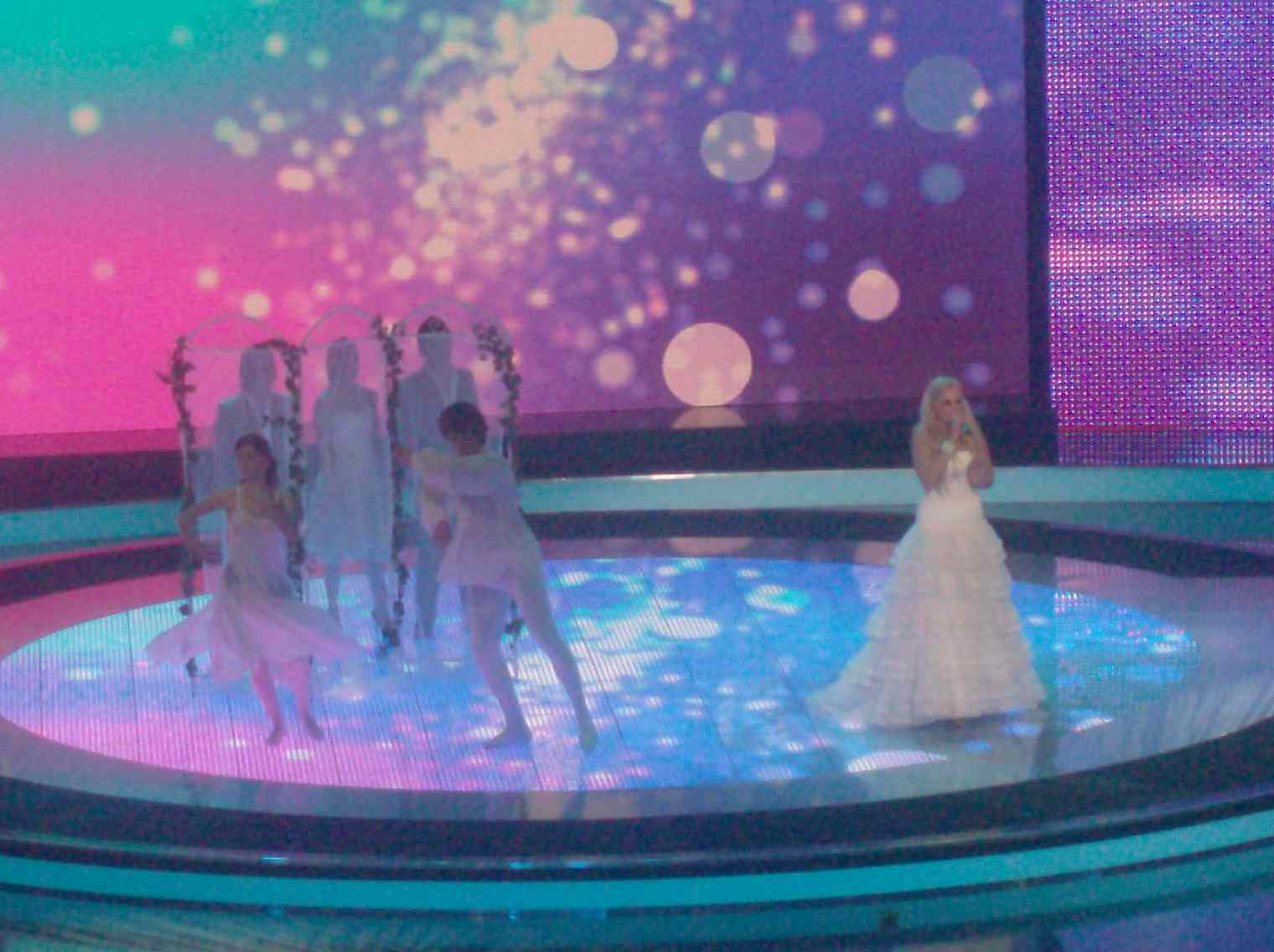
Evelyne Filipe a interpretar "A tua voz"
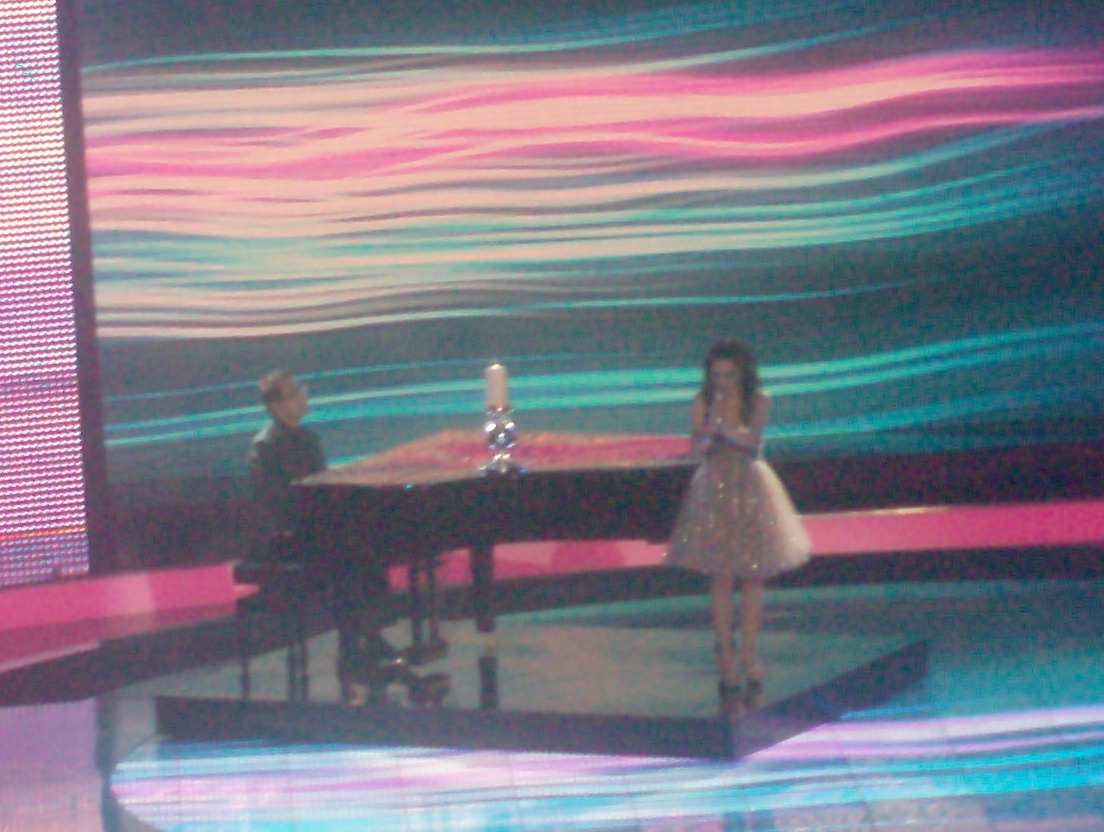
Filipa Azevedo a interpretar "Há dias assim"
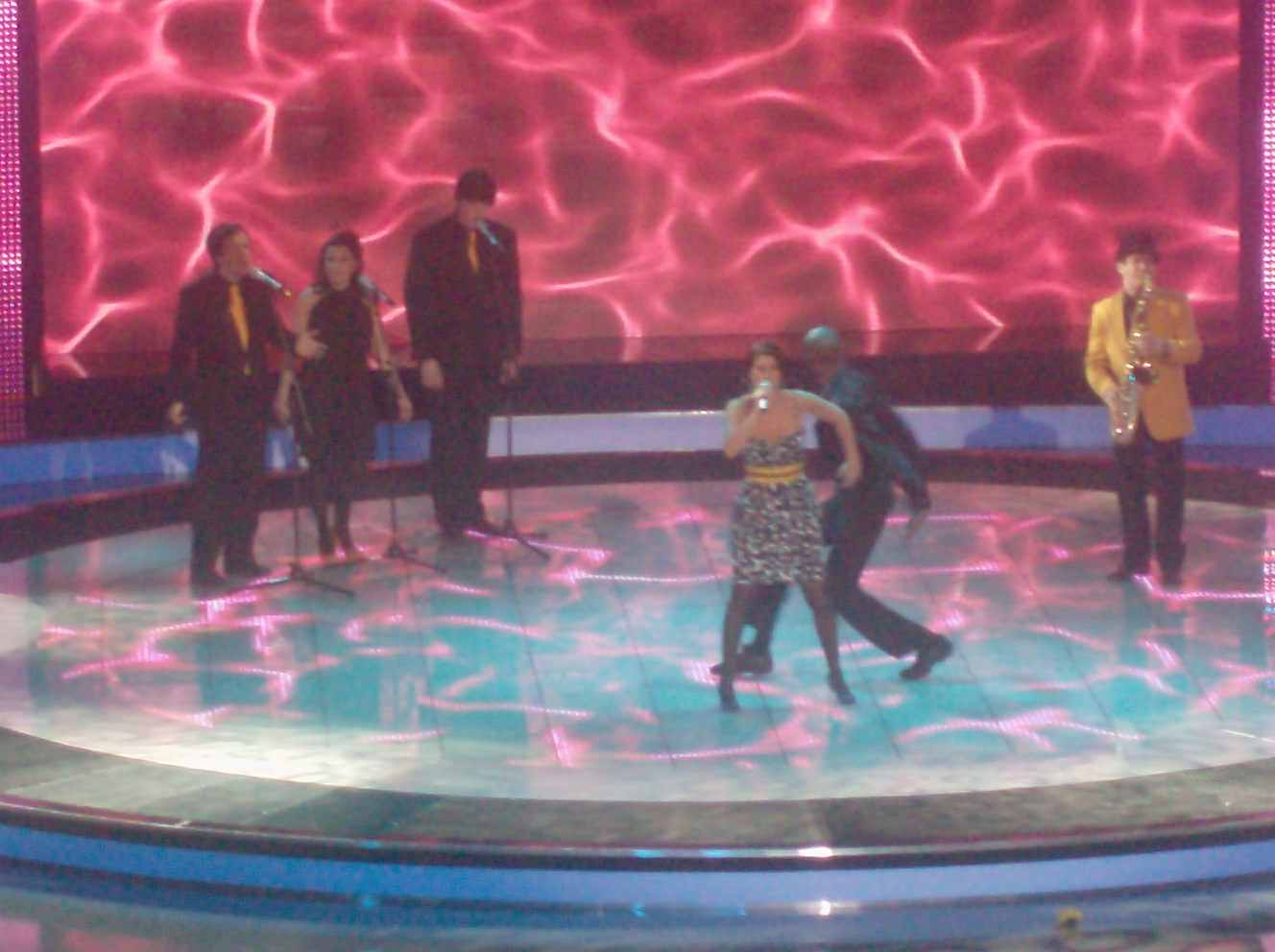
Filipa Galvão Telles a interpretar "O amor não sabe"
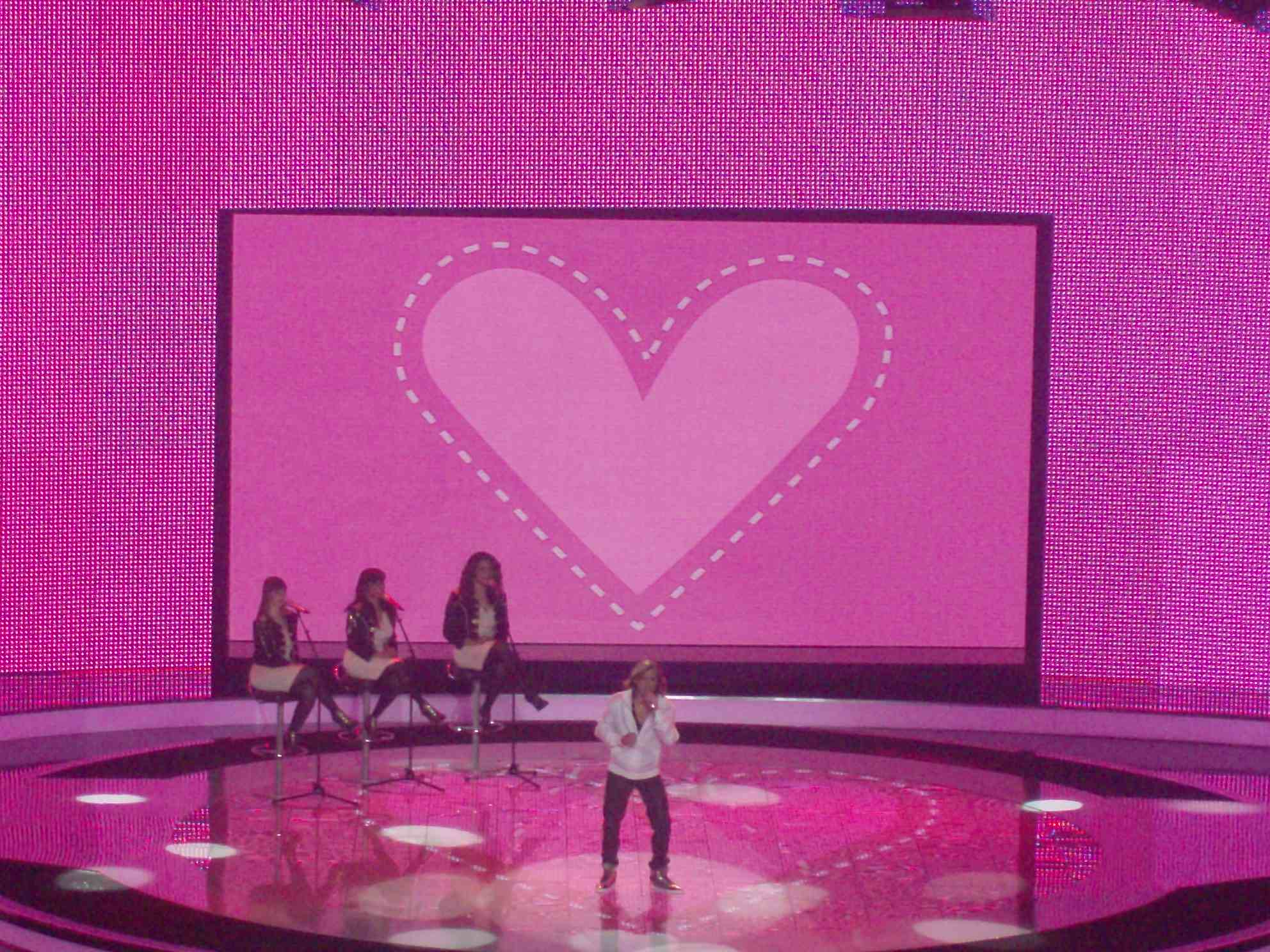
Filipe Delgado a interpretar "Serei eu"
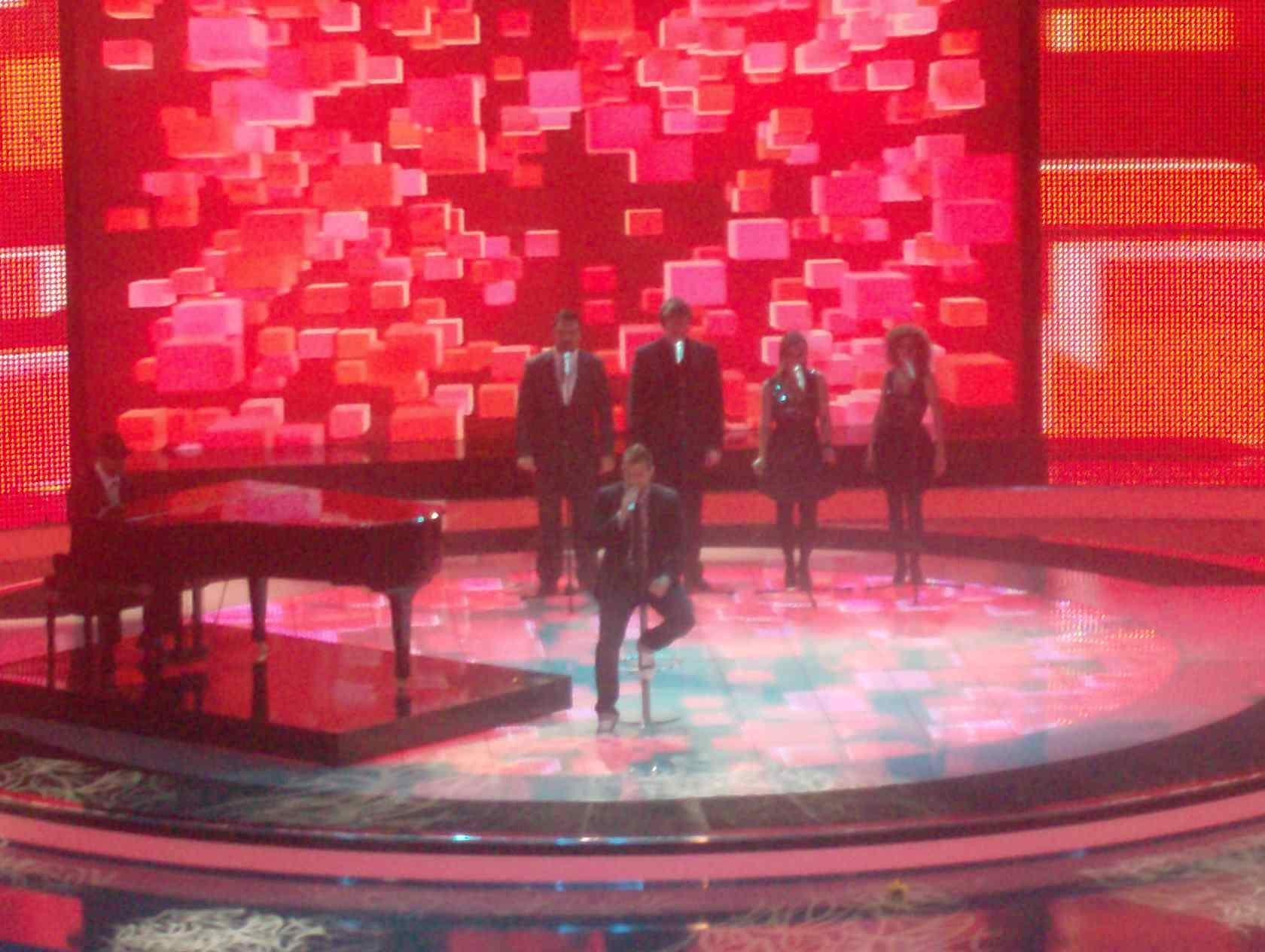
Gonçalo Madruga a interpretar "Cores de um mundo"
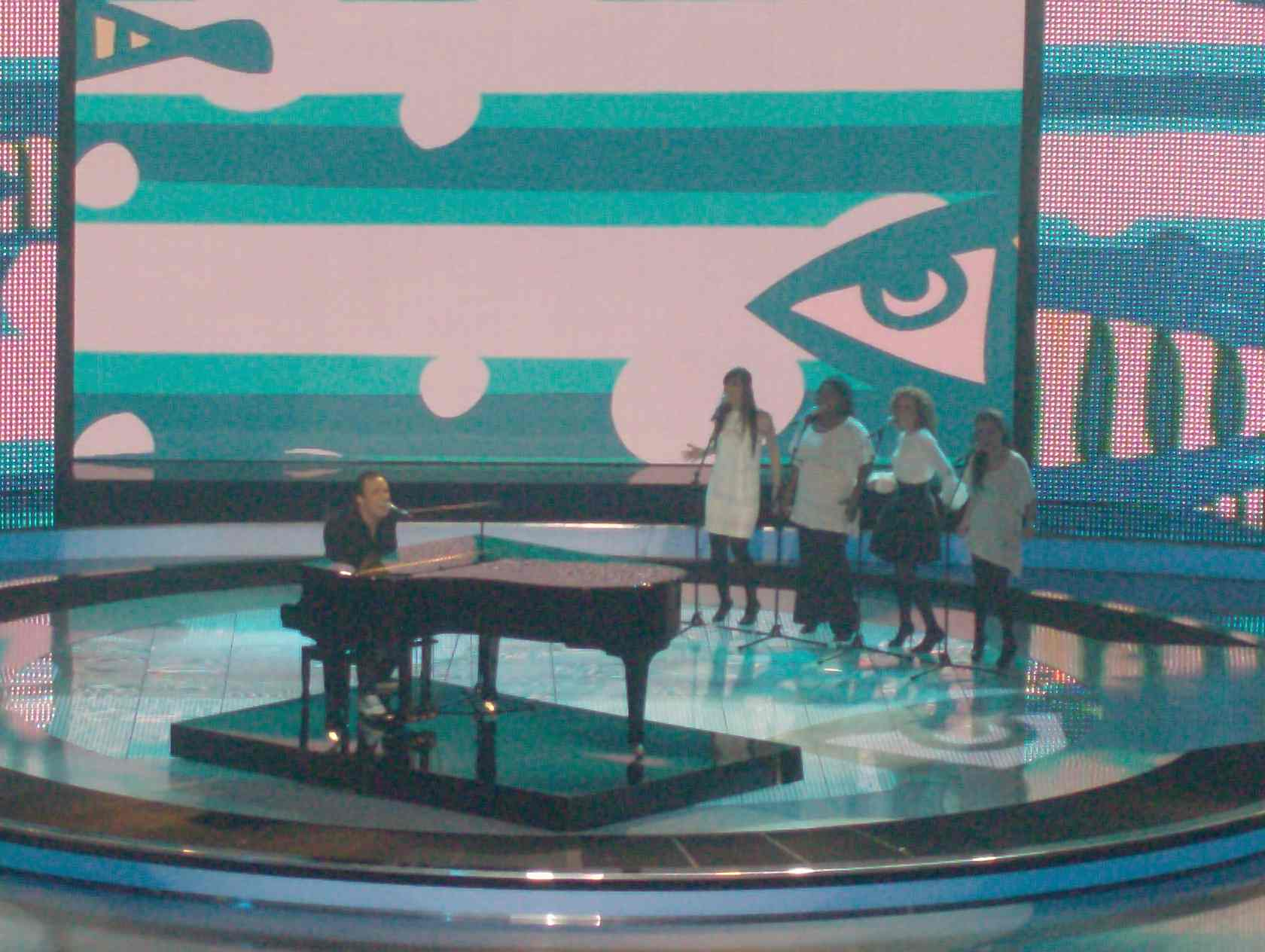
Gonçalo Tavares a interpretar "Rios"
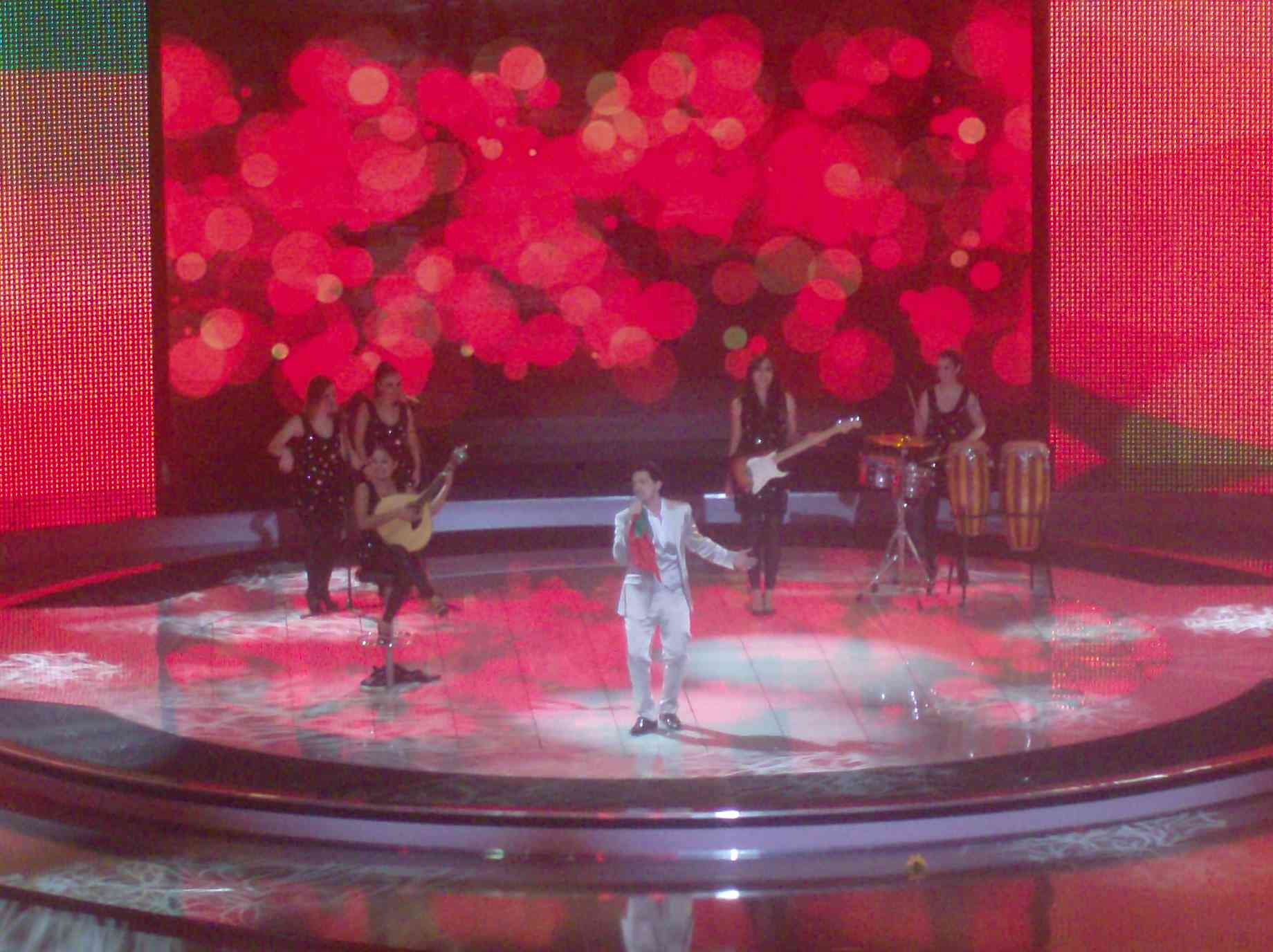
Jorge Guerreiro a interpretar "Ai Lisboa"
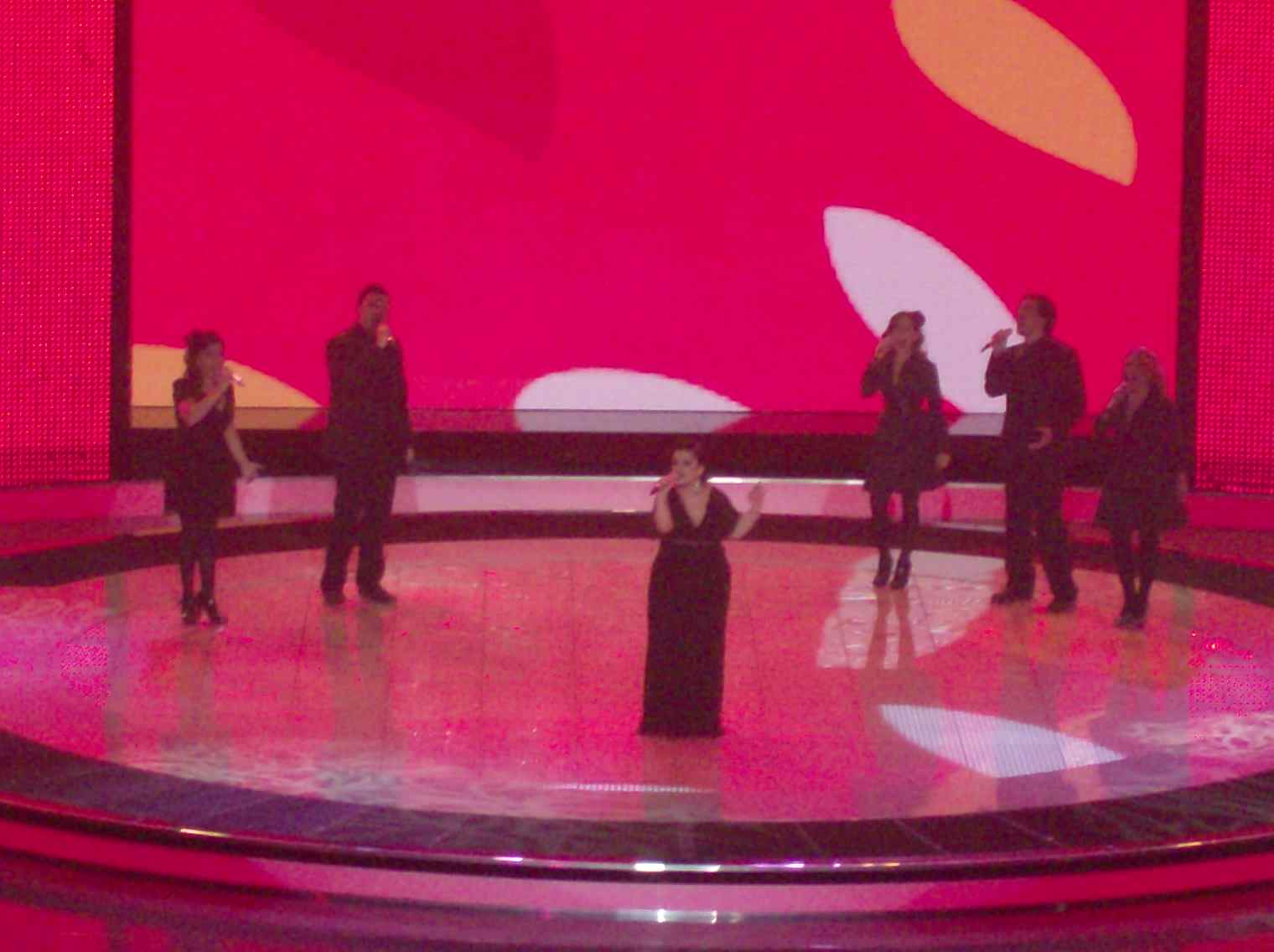
Nina Pinto a interpretar "Meu coração não é meu"
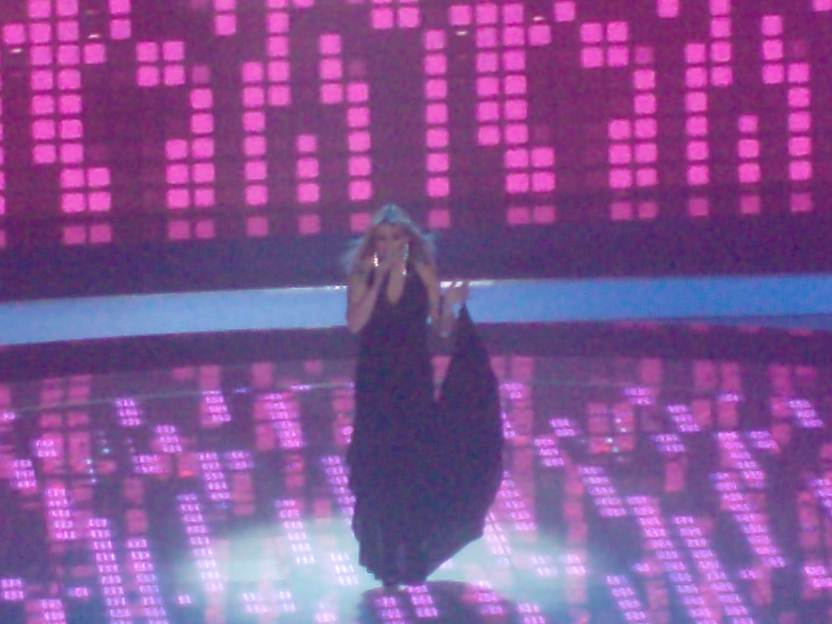
Nucha a interpretar "Chuva"
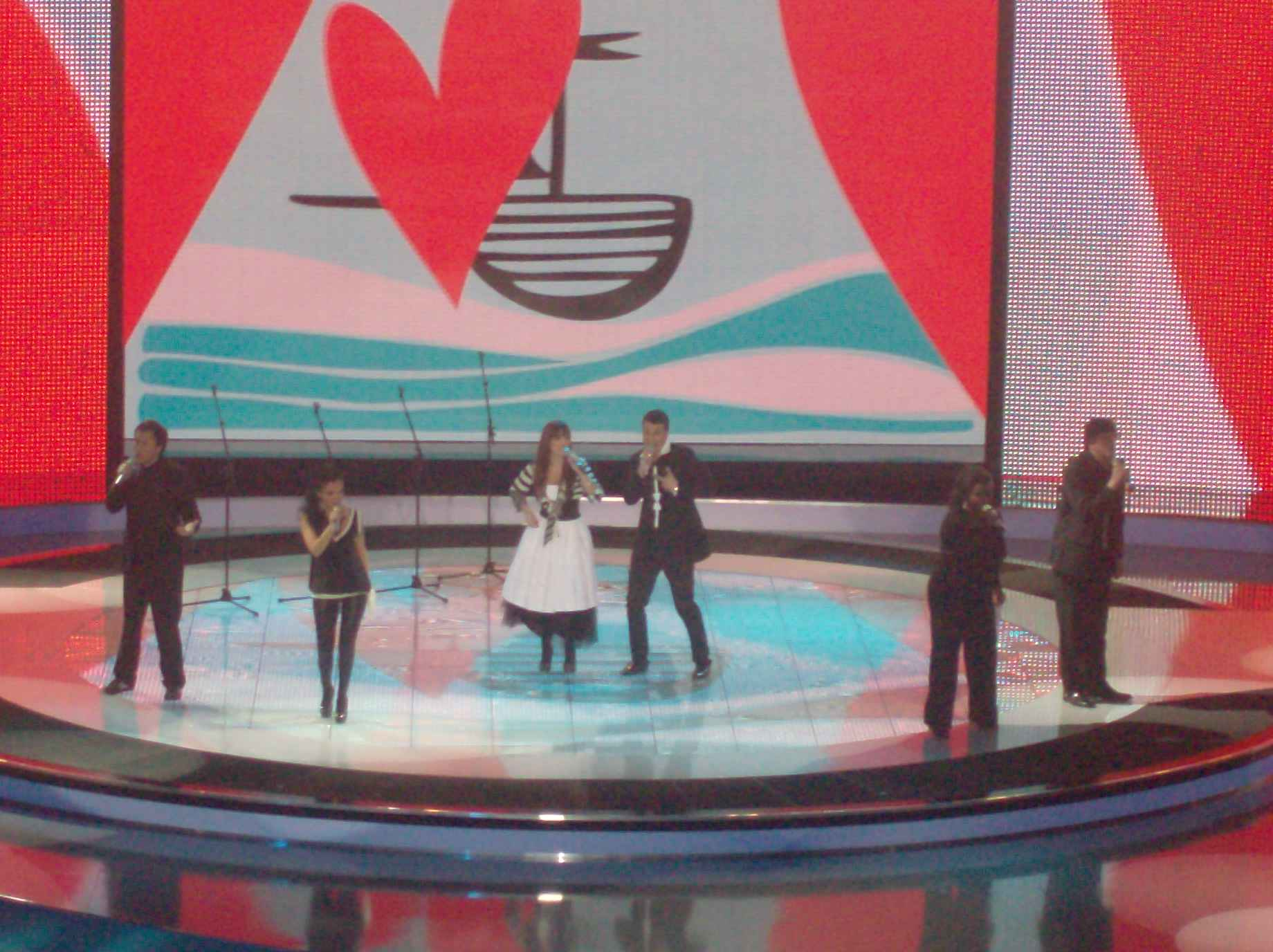
Nuno & Fábia Cardoso a interpretar "Amar (Vieste para Me Salvar)"
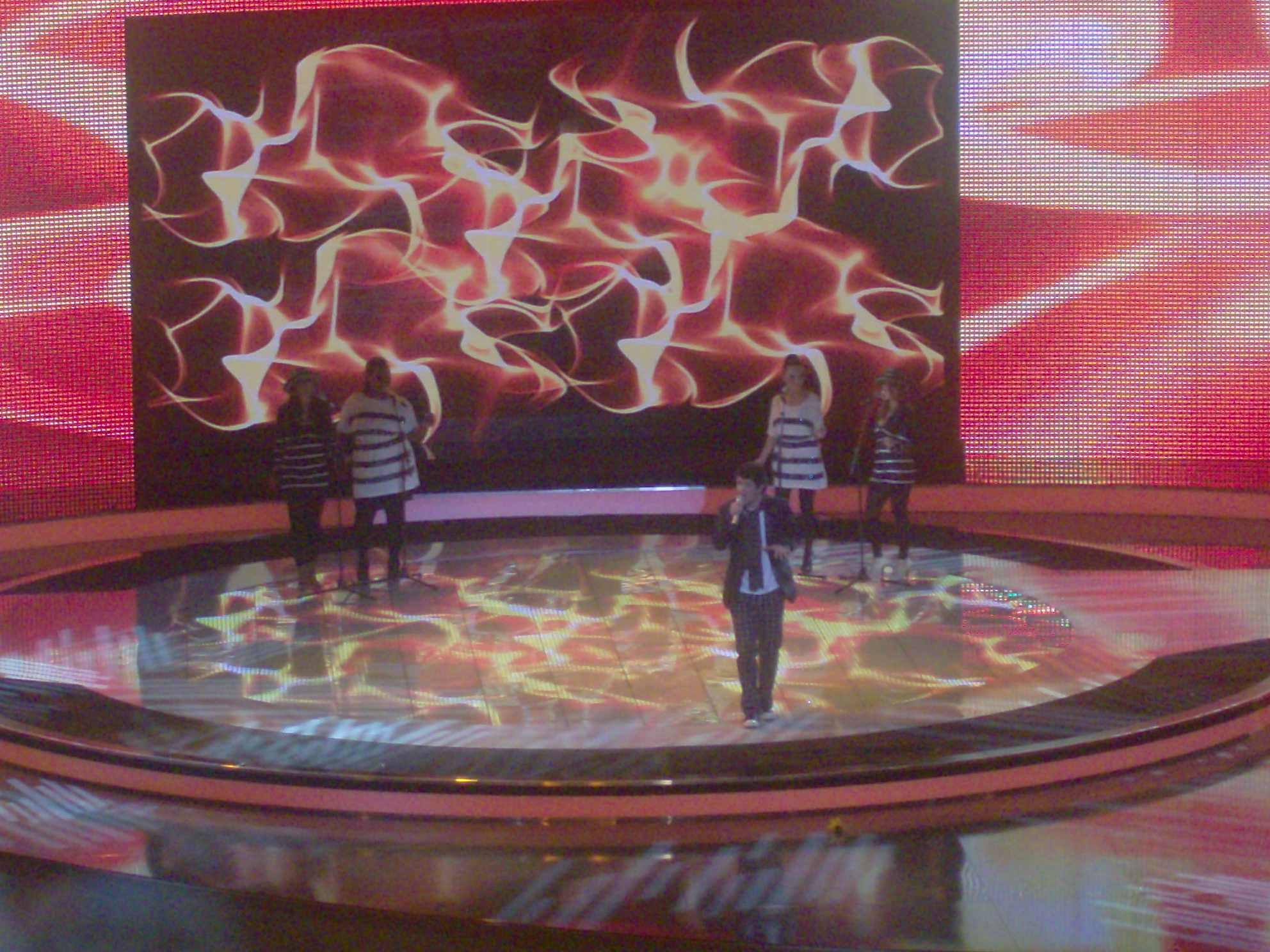
Nuno Pinto a interpretar "Fogo lento"
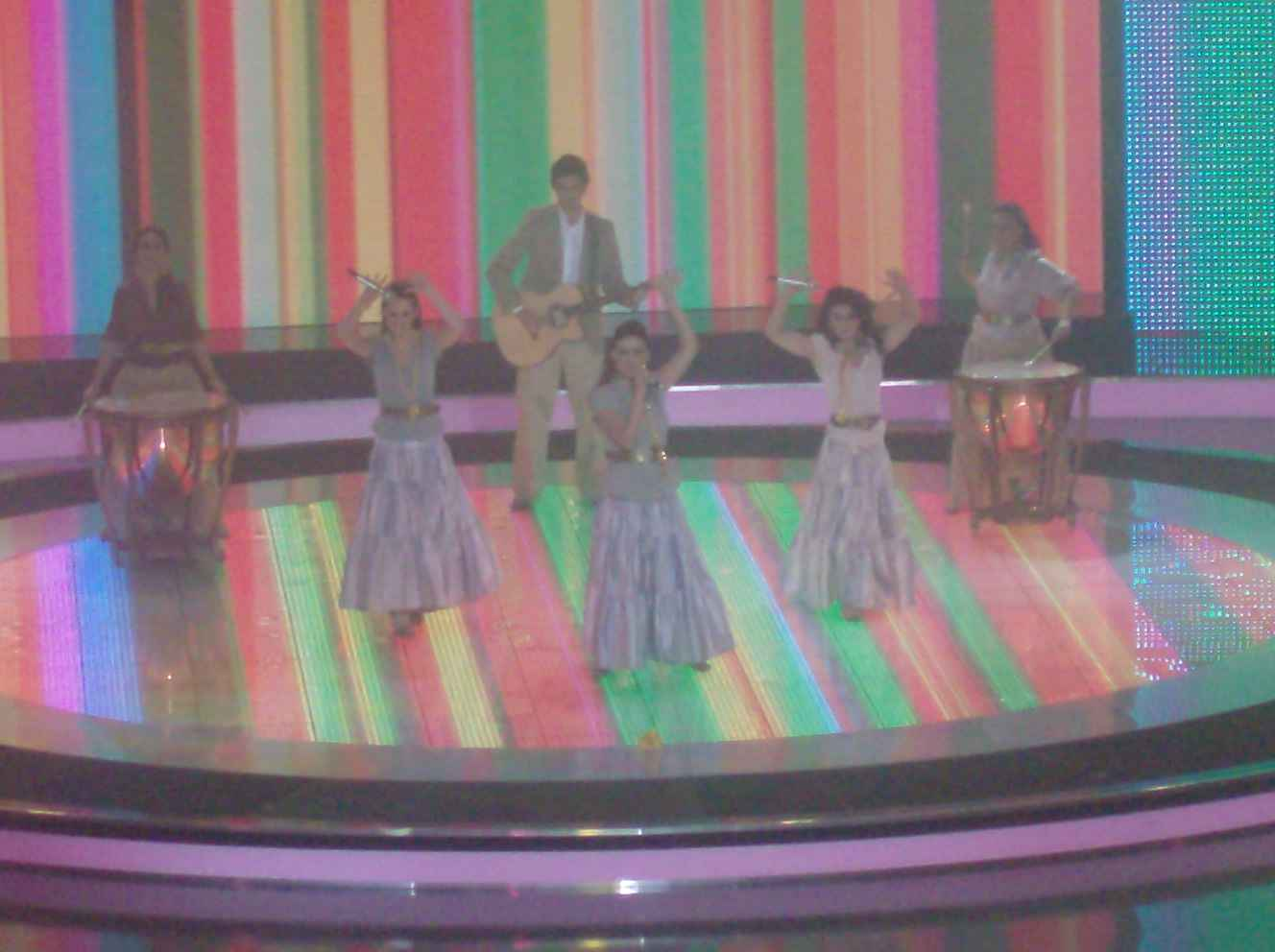
Ouro a interpretar "Arco-íris dentro de mim"
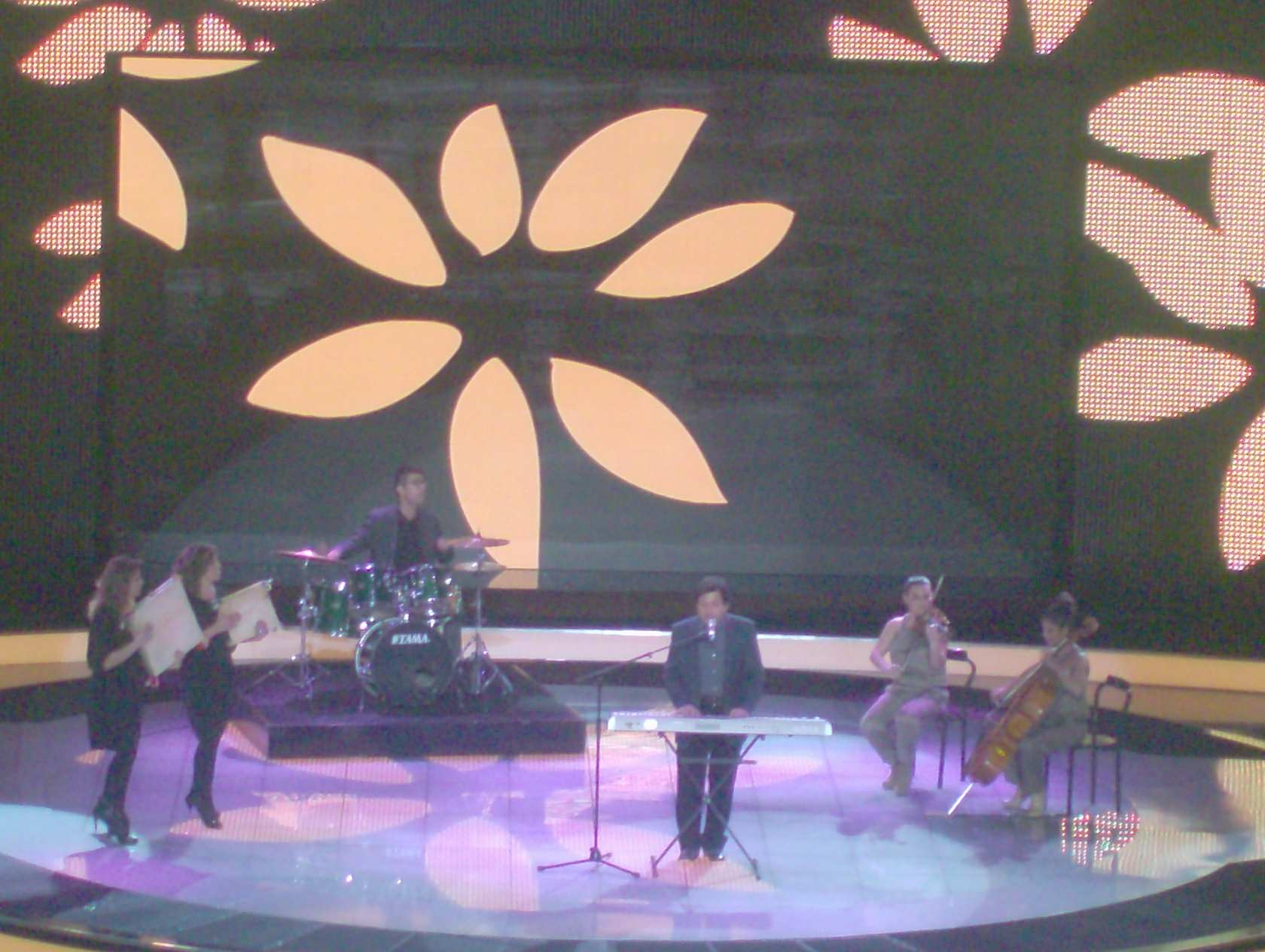
Ricardo Martins a interpretar "Caminheiro de mim"
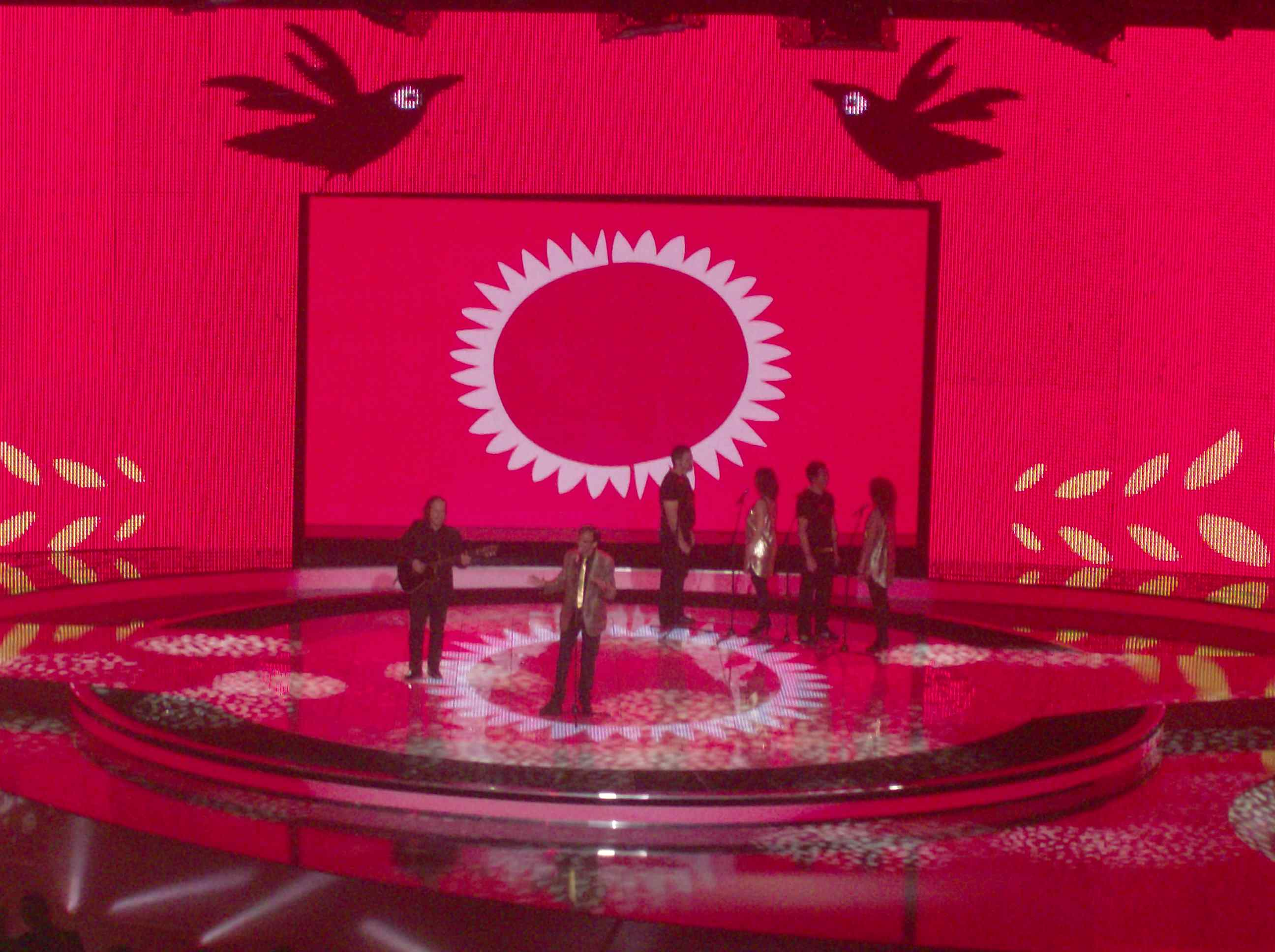
Rui Nova a interpretar "Uma canção à Cid (O sol e as estrelas)"
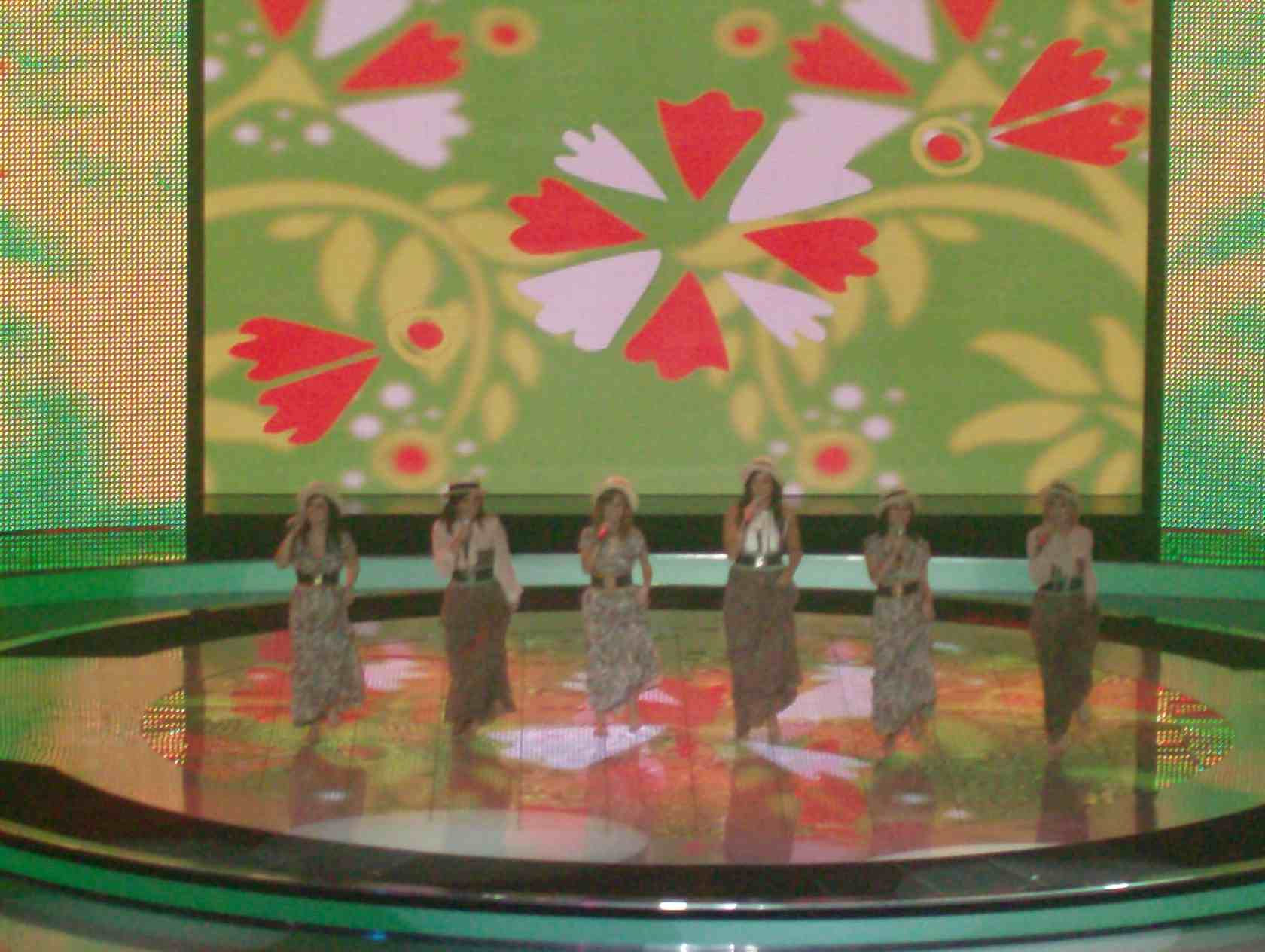
Seis Po' Meia Dúzia a interpretar "Pássaro saudade"
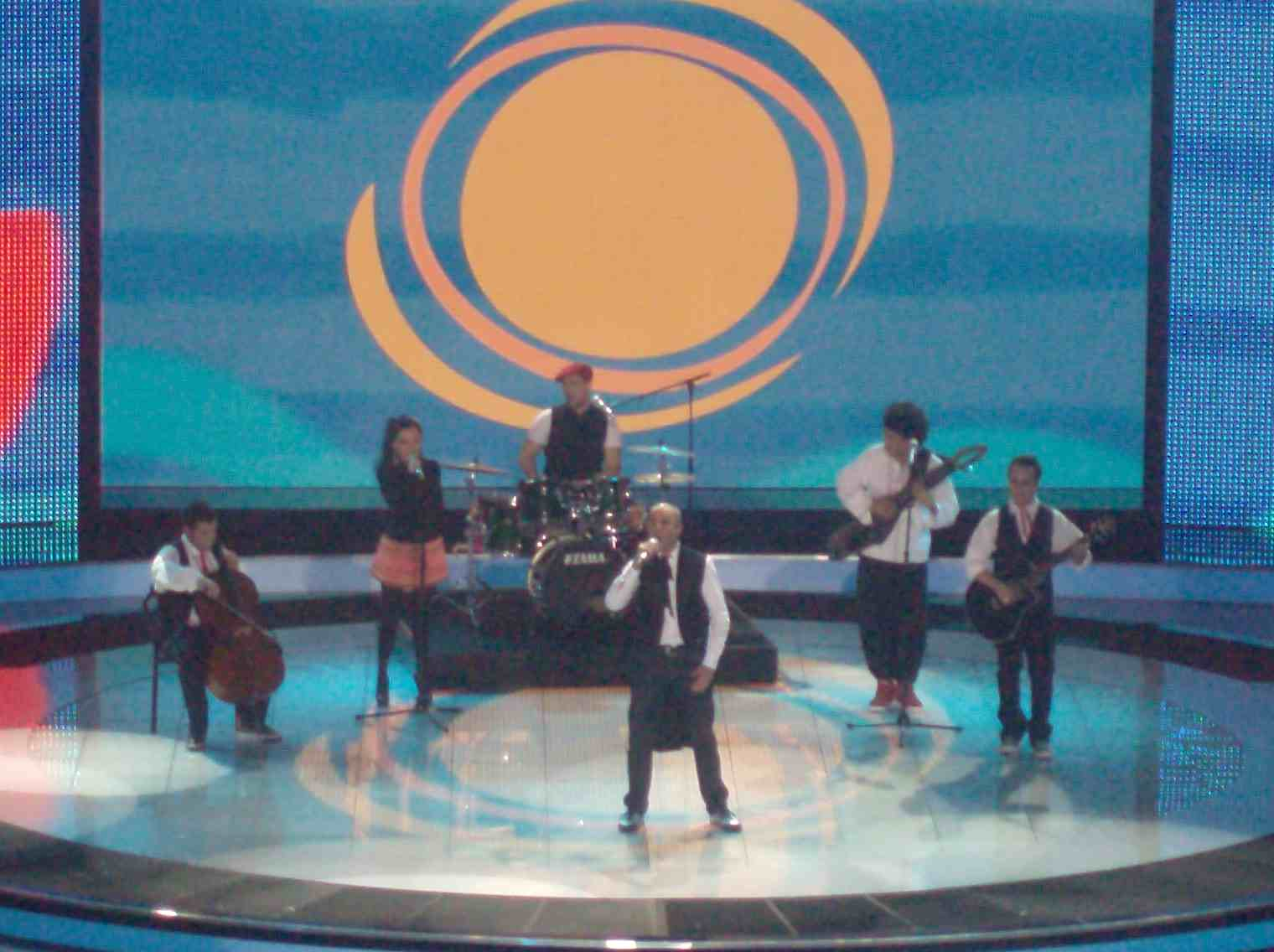
Terra D'Água a interpretar "Amanhã no mar"
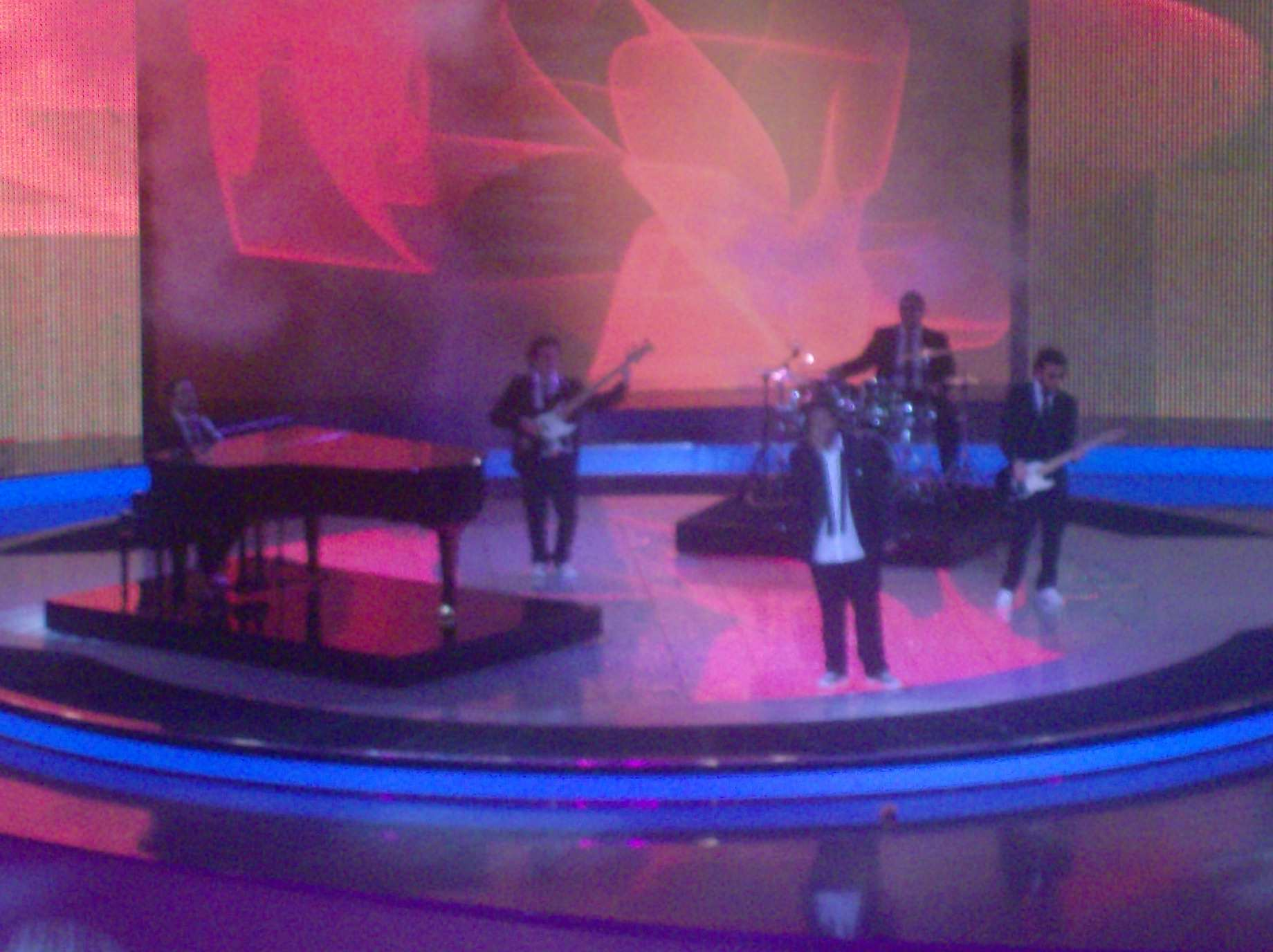
The Agency a interpretar "É assim que as coisas são"
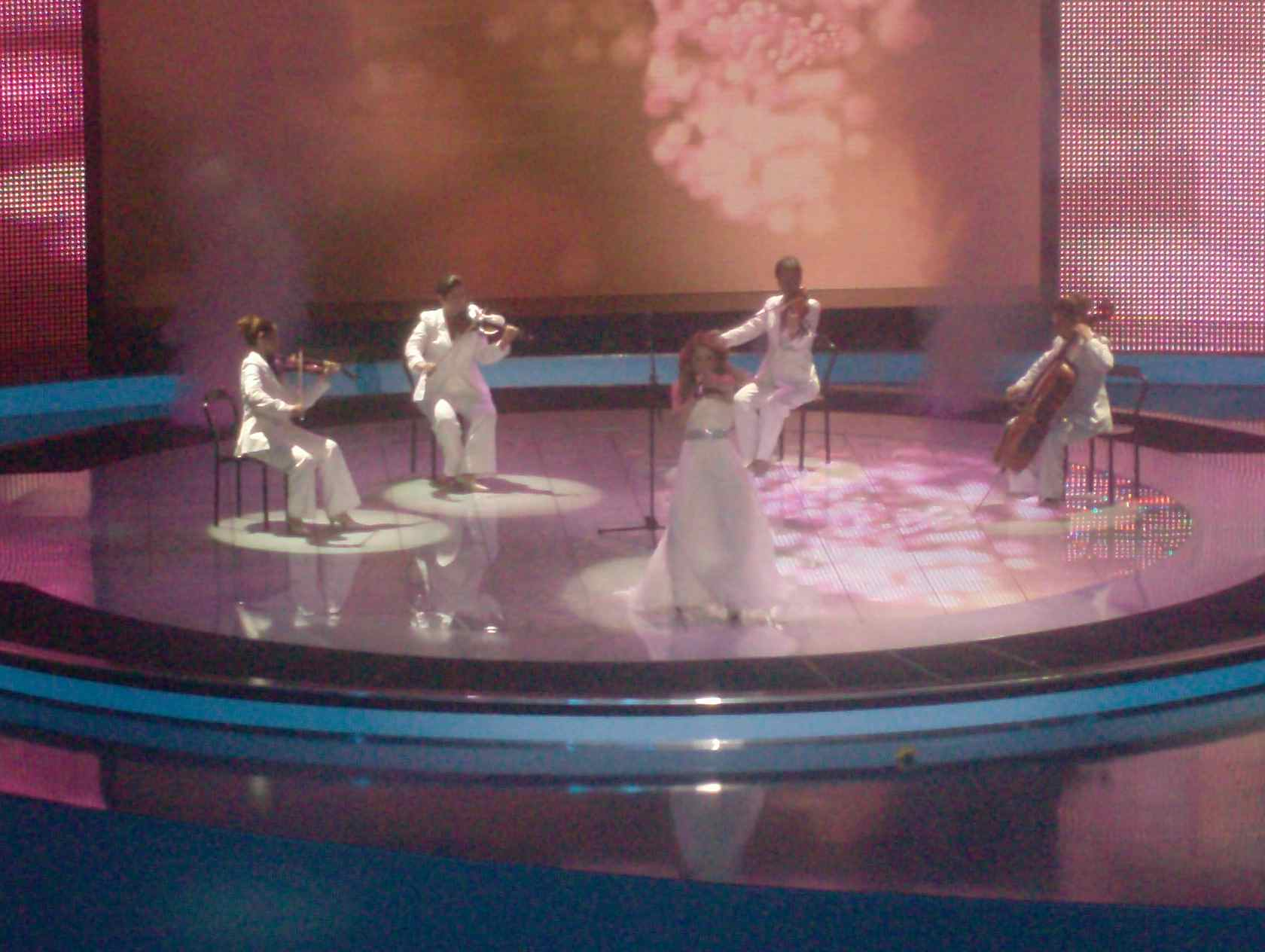
Vanessa a interpretar "Alvorada"
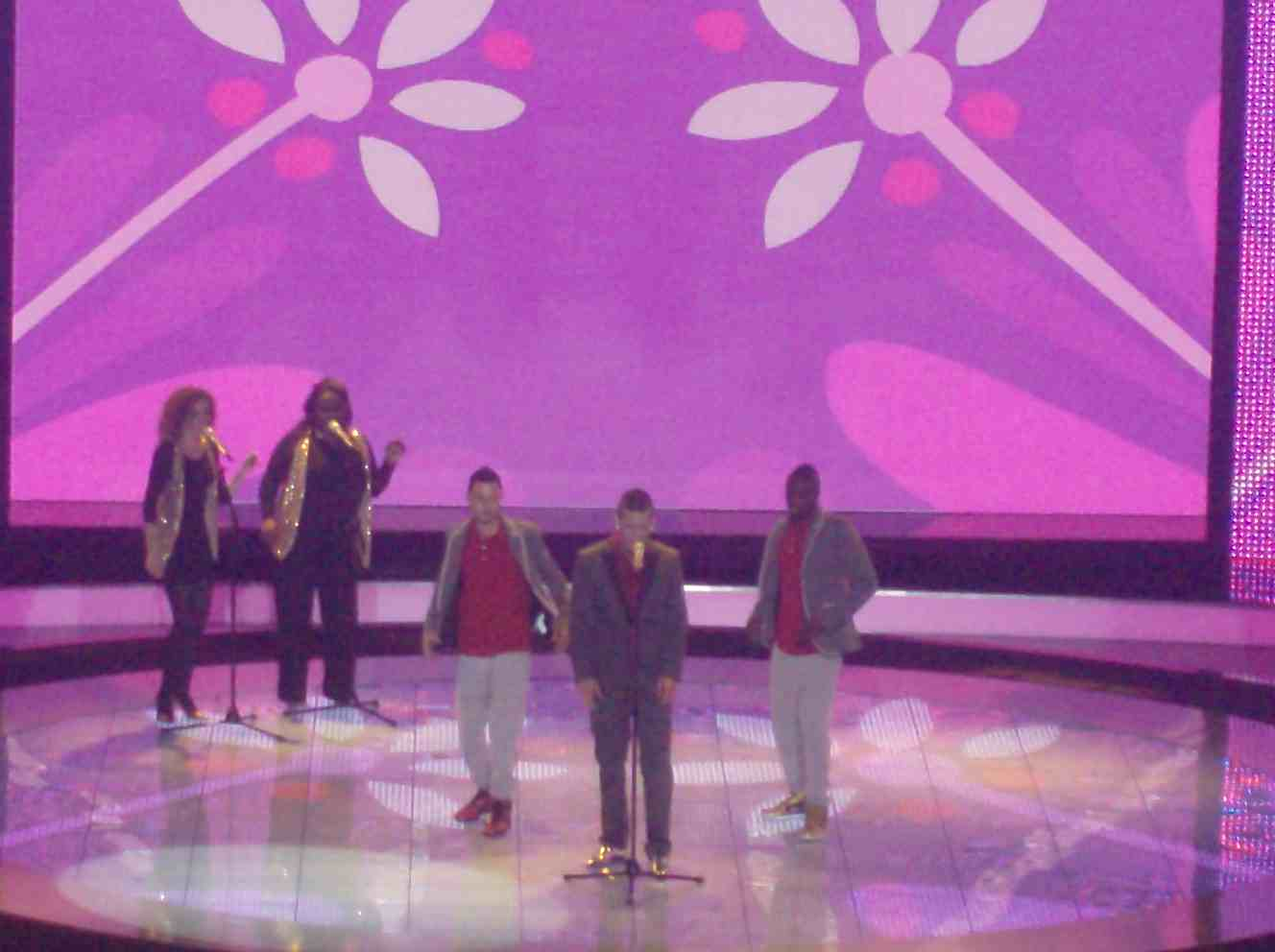
V-Boy a interpretar "Quando eu penso em ti"